# فیلم در ۲۰۱۲
فیلم در ۲۰۱۲ شامل فهرستی از فیلم‌ها و اطلاعات مربوط به سال ۲۰۱۲ در صنعت سینما است. مهمتر از همه دو شرکت قدیمی، یونیورسال استودیوز و پارامونت پیکچرز صد سالگی خود را جشن گرفتند. این اولین بار است که دو استودیو فیلم‌سازی بزرگ جشن صد سالگی گرفتند؛ و فرمت صدای دالبی اتموس برای اولین بار در فیلم دلیر منتشر شد. مجموعه فیلم جیمز باند پنجاه سالگی خود را جشن گرفت و بیست و سومین فیلم خود با نام اسکای‌فال را منتشر کرد. شش فیلم مطرح (دیو و دلبر، جنگ ستارگان قسمت اول: تهدید شبح، تایتانیک، مهاجمان صندوق گمشده، در جستجوی نمو و شرکت هیولاها) به صورت 3D (سه بعدی) و آی‌مکس منتشر شدند. برای اولین بار فیلم هابیت: یک سفر غیرمنتظره با تکنولوژی نرخ فیلم بالای ۴۸ فریم بر ثانیه که بسیار بالاتر از استاندارد ۲۴ فریم بر ثانیه صنعت سینما در زمان خودش بود، منتشر شد.

## پرفروش‌ترین فیلم‌ها
ده فیلم برتر در سراسر جهان در سال ۲۰۱۲ به شرح زیر است:
| رتبه | عنوان                                | توزیع کننده                | فروش جهانی     |
| ---- | ------------------------------------ | -------------------------- | -------------- |
| ۱    | انتقام‌جویان                          | استودیو سینمایی والت دیزنی | $۱٬۵۱۸٬۸۱۲٬۹۸۸ |
| ۲    | اسکای‌فال                             | سونی پیکچرز                | $۱٬۱۰۸٬۵۶۱٬۰۱۳ |
| ۳    | شوالیه تاریکی برمی‌خیزد               | برادران وارنر              | $۱٬۰۸۴٬۹۳۹٬۰۹۹ |
| ۴    | هابیت: یک سفر غیرمنتظره              | برادران وارنر              | $۱٬۰۲۱٬۱۰۳٬۵۶۸ |
| ۵    | عصر یخبندان: رانش قاره‌ای             | فاکس قرن بیستم             | $۸۷۷٬۲۴۴٬۷۸۲   |
| ۶    | گرگ‌ومیش: سپیده‌دم - قسمت دوم          | لاینزگیت                   | $۸۲۹٬۷۴۶٬۸۲۰   |
| ۷    | مرد عنکبوتی شگفت‌انگیز                | سونی                       | $۷۵۷٬۹۳۰٬۶۶۳   |
| ۸    | ماداگاسکار ۳: تحت تعقیب‌ترین‌های اروپا | پارامونت پیکچرز            | $۷۴۶٬۹۲۱٬۲۷۴   |
| ۹    | بازی‌های گرسنگی                       | لایزنگیت                   | $۶۹۴٬۳۹۴٬۷۲۴   |
| ۱۰   | مردان سیاه‌پوش ۳                      | سونی                       | $۶۲۴٬۰۲۶٬۷۷۶   |

- بازی‌های گرسنگی اولین فیلم در سال ۲۰۱۲ بود که توانست به فروش ۵۰۰ میلیون دلاری برسد، همچنین اولین فیلم پس از فیلم آواتار بود که به مدت ۴ هفته توانست در جایگاه اول فروش در آمریکا بایستد.
- انتقام‌جویان با فروش ۱٫۵۱۹ میلیارد دلاری توانست در جایگاه ششم فهرست پرفروش‌ترین فیلم‌های تاریخ جهان قرار بگیرد.
- شوالیه تاریکی برمی‌خیزد با فروش ۱٫۰۸۴ میلیارد دلاری در جایگاه شانزدهم فهرست پرفروش‌ترین فیلم‌های تاریخ جهان قرار گرفت.
- اسکای‌فال با فروش ۱٫۱۰۸ میلیارد دلاری در جایگاه چهاردهم فهرست پرفروش‌ترین فیلم‌های تاریخ جهان قرار گرفت. این فیلم همچنین اولین فیلم بود که توانست به فروش ۱۰۰ میلیون پوند برسد، فروش نهایی این فیلم ۱۰۲٫۹ میلیون پوند بود.
- دو فیلم دیگر (عصر یخبندان: رانش قاره‌ای، هابیت: یک سفر غیرمنتظره)، در فهرست پنجاه فیلم پرفروش تاریخ جهان قرار گرفتند.
- با انتشار مجدد نسخه ۳ بعدی، دو فیلم به نقطه عطف جدیدی دست یافتند: جنگ ستارگان قسمت اول: تهدید شبح به فروش ۱٫۰۲۷ میلیارد دلاری و تایتانیک به فروش ۲ میلیارد دلاری دست یافتند. فیلم تایتانیک با این فروش توانست پس از فیلم آواتار دومین فیلمی باشد که به فروش بیش از ۲ میلیاردی دست پیدا کرده‌است.
- در سال ۲۰۱۲، چهار فیلم توانستند به فروش میلیاردی دست پیدا کنند، رکورد قبلی مربوط به سال ۲۰۱۱ بود که ۳ فیلم به فروش میلیاردی رسیده بودند.

## رویدادها
- اولین دوره جوایز آکادمی هنرهای سینمایی و تلویزیونی استرالیا
- هجدهمین مراسم جایزه انجمن بازیگران فیلم
- سی و دومین دوره جوایز تمشک طلایی
- سی و هشتمین دوره جایزهٔ برگزیدهٔ مردم
- سی و هشتمین دوره جوایز ساترن
- شصت و دومین دوره جشنواره بین‌المللی فیلم برلین
- شصت و پنجمین دوره جوایز بفتا
- شصت و نهمین مراسم گلدن گلوب
- شصت و نهمین جشنواره فیلم ونیز
- هشتاد و چهارمین دوره جوایز اسکار
- جشنواره فیلم کن ۲۰۱۳
- جایزهٔ سینمایی ام‌تی‌وی ۲۰۱۲
- جشنواره بین‌المللی فیلم تورنتو ۲۰۱۳

## جوایز
| دسته/سازمان                 | هجدهمین دوره جوایز انجمن منتقدان پخش فیلم ۱۰ ژانویه، ۲۰۱۳ | هفتادمین مراسم گلدن گلوب ۱۳ ژانویه، ۲۰۱۳ | هفتادمین مراسم گلدن گلوب ۱۳ ژانویه، ۲۰۱۳ | Producers, Directors, Screen Actors, and Writers Guild Awards | شصت و ششمین دوره جوایز بفتا ۱۰ فوریه، ۲۰۱۳ | هشتاد و پنجمین دوره جوایز اسکار ۲۴ فوریه، ۲۰۱۳ |
| دسته/سازمان                 | هجدهمین دوره جوایز انجمن منتقدان پخش فیلم ۱۰ ژانویه، ۲۰۱۳ | درام                                     | موزیکال یا کمدی                          | Producers, Directors, Screen Actors, and Writers Guild Awards | شصت و ششمین دوره جوایز بفتا ۱۰ فوریه، ۲۰۱۳ | هشتاد و پنجمین دوره جوایز اسکار ۲۴ فوریه، ۲۰۱۳ |
| --------------------------- | --------------------------------------------------------- | ---------------------------------------- | ---------------------------------------- | ------------------------------------------------------------- | ------------------------------------------ | ---------------------------------------------- |
| بهترین فیلم                 | آرگو                                                      | آرگو                                     | بینوایان                                 | آرگو                                                          | آرگو                                       | آرگو                                           |
| بهترین کارگردان             | بن افلک آرگو                                              | بن افلک آرگو                             | بن افلک آرگو                             | بن افلک آرگو                                                  | بن افلک آرگو                               | انگ لی زندگی پی                                |
| بهترین بازیگر مرد           | دانیل دی-لوئیس لینکلن                                     | دانیل دی-لوئیس لینکلن                    | هیو جکمن بینوایان                        | دانیل دی-لوئیس لینکلن                                         | دانیل دی-لوئیس لینکلن                      | دانیل دی-لوئیس لینکلن                          |
| بهترین بازیگر زن            | جسیکا چستین سی دقیقه پس از نیمه‌شب                         | جسیکا چستین سی دقیقه پس از نیمه‌شب        | جنیفر لارنس دفترچه امیدبخش               | جنیفر لارنس دفترچه امیدبخش                                    | امانوئل ریوا عشق                           | جنیفر لارنس دفترچه امیدبخش                     |
| بهترین بازیگر مرد نقش مکمل  | فیلیپ سیمور هافمن استاد                                   | کریستف والتس جنگوی زنجیرگسسته            | کریستف والتس جنگوی زنجیرگسسته            | تامی لی جونز لینکلن                                           | کریستف والتس جنگوی زنجیرگسسته              | کریستف والتس جنگوی زنجیرگسسته                  |
| بهترین بازیگر زن نقش مکمل   | ان هتوی بینوایان                                          | ان هتوی بینوایان                         | ان هتوی بینوایان                         | ان هتوی بینوایان                                              | ان هتوی بینوایان                           | ان هتوی بینوایان                               |
| بهترین فیلمنامه، اقتباس شده | تونی کوشنر لینکلن                                         | کوئنتین تارانتینو جنگوی زنجیرگسسته       | کوئنتین تارانتینو جنگوی زنجیرگسسته       | کریس تریو آرگو                                                | دیوید او. راسل دفترچه امیدبخش              | کریس تریو آرگو                                 |
| بهترین فیلنمامه، اصلی       | کوئنتین تارانتینو جنگوی زنجیرگسسته                        | کوئنتین تارانتینو جنگوی زنجیرگسسته       | کوئنتین تارانتینو جنگوی زنجیرگسسته       | مارک بول سی دقیقه پس از نیمه‌شب                                | کوئنتین تارانتینو جنگوی زنجیرگسسته         | کوئنتین تارانتینو جنگوی زنجیرگسسته             |
| بهترین فیلم انیمیشن         | رالف خرابکار                                              | دلیر                                     | دلیر                                     | N/A                                                           | دلیر                                       | دلیر                                           |
| بهترین امتیاز اصلی          | لینکلن جان ویلیامز                                        | زندگی پی میخائل دانا                     | زندگی پی میخائل دانا                     | N/A                                                           | اسکای‌فال توماس نیومن                       | زندگی پی میخائل دانا                           |
| بهترین ترانه اصلی           | "اسکای‌فال " اسکای‌فال                                      | "اسکای‌فال " اسکای‌فال                     | "اسکای‌فال " اسکای‌فال                     | N/A                                                           | N/A                                        | "اسکای‌فال " اسکای‌فال                           |
| بهترین فیلم خارجی زبان      | عشق                                                       | عشق                                      | عشق                                      | N/A                                                           | عشق                                        | عشق                                            |

## فیلم‌های ۲۰۱۲

### ژانویه-مارس
| افتتاحیه        | افتتاحیه | عنوان                               | استودیو                                                                              | عوامل تولید | منبع   | انتشار |
| --------------- | -------- | ----------------------------------- | ------------------------------------------------------------------------------------ | --- | ------ | ------ |
| J A N U A R Y   | ۶        | شیطان درون                          | پارامونت پیکچرز / اینسرژ پیکچرز                                                      | ویلیام برنت بل (کارگردان/فیلمنامه‌نویس)؛ Matthew Peterman (فیلمنامه‌نویس)؛ Suzan Crowley, Fernanda Andrade، سایمون کوارترمن، Evan Helmuth | [ ۲ ]  | W      |
| J A N U A R Y   | ۶        | Beneath the Darkness                | سانست پیکچرز                                                                         | Martin Guigui (کارگردان)؛ Bruce Wilkinson (فیلمنامه‌نویس)؛ دنیس کواید، تونی اولر، ایمی تیگاردن، استیون شان فورد, دوون ورکایزر، برت کالن | [ ۳ ]  | L      |
| J A N U A R Y   | ۶        | جنگل نروژی                          | رد فلاگ ریلیسینگ                                                                     | تران آن هونگ (کارگردان/فیلمنامه‌نویس)؛ کنیچی ماتسویاما، رینکو کیکوچی، کیکو میزوهارا | [ ۴ ]  | L      |
| J A N U A R Y   | ۱۳       | قاچاق                               | یونیورسال استودیوز / ریلیتیویتی مدیا / ورکینگ تایتل فیلمز                            | بالتاسار کورماکور (کارگردان)؛ Aaron Guzikowski (فیلمنامه‌نویس)؛ مارک والبرگ، کلب لندری جونز، جووانی ریبیسی، لوکاس هاس، کیت بکینسیل، جی. کی. سیمونز، دیه‌گو لونا، بن فاستر، William Lucking                                                                                       | [ ۵ ]  | W      |
| J A N U A R Y   | ۱۳       | Joyful Noise                        | برادران وارنر / الکان اینترتینمنت                                                    | تاد گرف (کارگردان/فیلمنامه‌نویس)؛ کویین لطیفه، دالی پارتن، کریس کریستوفرسون، جرمی جردن، کیکه پالمر، دکستر داردن, Paul Woolfolk، کورتنی بی. ونس | [ ۶ ]  | W      |
| J A N U A R Y   | ۱۳       | دیو و دلبر (فیلم ۱۹۹۱) 3D           | والت دیزنی پیکچرز / والت دیزنی انیمیشن استودیو                                       | گری تروزدیل، کرک ویس (کارگردانان)؛ Linda Woolverton (فیلمنامه‌نویس)؛ پیج اوهارا، رابی بنسون، ریچارد وایت، جری اورباک، دیوید اوگدن استایرس، آنجلا لنسبوری، برادلی پیرز، Rex Everhart، جسی کورتی، هل اسمیت (هنرپیشه)، جو آن وورلی                                                 | [ ۷ ]  | R      |
| J A N U A R Y   | ۱۳       | آلباتروس                            | آی‌اف‌سی فیلمز                                                                         | Niall MacCormick (کارگردان)؛ Tamzin Rafn (فیلمنامه‌نویس)؛ جسیکا براون فیندلی، سباستیان کخ، جولیا اورموند، فلیسیتی جونز | [ ۸ ]  | L      |
| J A N U A R Y   | ۱۳       | The Divide                          | انکور بی فیلمز                                                                       | ژاویر ژنس (کارگردان)؛ Karl Mueller, Eron Sheean (فیلمنامه‌نویس)؛ لورن جرمن، مایکل بین، میلو ونتیمیگلیا، کورتنی بی. ونس، Ivan Gonzalez، مایکل اکلند، Abbey Thickson، آشتون هولمز، رزانا آرکت                                                                                     | [ ۹ ]  | L      |
| J A N U A R Y   | ۱۳       | Don't Go in the Woods               | ترایبکا فیلم                                                                         | وینسنت دن آفریو (کارگردان)؛ Sam Bisbee, Joe Vinciguerra (screenplays) | [ ۱۰ ] | L      |
| J A N U A R Y   | ۱۳       | Sing Your Song                      | S2BN Films                                                                           | Susanne Rostock (کارگردان)؛ هری بلافونته | [ ۱۱ ] | L      |
| J A N U A R Y   | ۲۰       | بی‌استفاده                           | ریلیتیویتی مدیا                                                                      | استیون سودربرگ (کارگردان)؛ Lem Dobbs (فیلمنامه‌نویس)؛ جینا کارانو، چنینگ تیتوم، مایکل آنگارانو، یوان مک‌گرگور، مایکل فاسبندر، بیل پکستون، مایکل داگلاس، آنتونیو باندراس | [ ۱۲ ] | W      |
| J A N U A R Y   | ۲۰       | دم‌قرمزها                            | فاکس قرن بیستم / لوکاس فیلم                                                          | Anthony Hemingway (کارگردان)؛ جان ریدلی (فیلمنامه‌نویس)؛ کوبا گودینگ جونیور، نیت پارکر، دیوید اویلوو، دانیلا رواه، ترنس هاوارد | [ ۱۳ ] | W      |
| J A N U A R Y   | ۲۰       | جهان زیرین: بیداری                  | اسکرین جمز / لیک‌شور اینترتینمنت / لن وایزمن                                          | Måns Mårlind, Bjorn Stein (کارگردانان)؛ لن وایزمن، John Hlavin, Allison Burnett, جی. مایکل استرازینسکی (فیلمنامه‌نویس)؛ کیت بکینسیل، تئو جیمز، ایندیا آیسلی، مایکل ایلی، استیون ری، چارلز دنس                                                                                   | [ ۱۴ ] | W      |
| J A N U A R Y   | ۲۰       | کوریولانوس                          | واینستین کمپانی / Hermetof Pictures / بی‌بی‌سی فیلمز / Lonely Dragon                   | رالف فاینز (کارگردان)؛ جان لوگان (نویسنده) (فیلمنامه‌نویس)؛ رالف فاینز، جرارد باتلر، ونسا ردگریو، برایان کاکس، جسیکا چستین، جیمز نسبیت | [ ۱۵ ] | L      |
| J A N U A R Y   | ۲۰       | گل‌های جنگ                           | Wrekin Hill Entertainment                                                            | ژانگ ییمو (کارگردان)؛ Liu Heng (فیلمنامه‌نویس)؛ کریستین بیل، نی نی (هنرپیشه)، ژانگ شین‌یی، Tong Dawei، آتسورو واتابه، Shigeo Kobayashi, Cao Kefan | [ ۱۶ ] | L      |
| J A N U A R Y   | ۲۰       | کیمیاگر تمام‌فلزی: ستاره مقدس میلوس  | شوچیکو                                                                               | Kazuya Murata (کارگردان)؛ Yuichi Shinbo (فیلمنامه‌نویس)؛ Alexis Tipton, Matthew Mercer, Patrick Seitz, Shelley Calene-Black | [ ۱۷ ] | L      |
| J A N U A R Y   | ۲۰       | دابلیو.ئی.                          | واینستین کمپانی                                                                      | مدونا (کارگردان/فیلمنامه‌نویس)؛ آلک کشیشیان (فیلمنامه‌نویس)؛ ابی کورنیش، اسکار آیزاک، جیمز دارسی، آندره‌آ ریسبرو، ناتالی دورمر، ریچارد کویل، جیمز فاکس، لاورنس فاکس | [ ۱۸ ] | L      |
| J A N U A R Y   | ۲۷       | خاکستری                             | اوپن رود فیلمز / ال‌دی اینترتینمنت                                                    | جو کارنهان (کارگردان/فیلمنامه‌نویس)؛ Ian MacKenzie Jeffers (فیلمنامه‌نویس)؛ لیام نیسون، فرانک گریلو، درموت مالرونی، دالاس رابرتس | [ ۱۹ ] | W      |
| J A N U A R Y   | ۲۷       | مردی روی لبه                        | سامیت انترتینمنت                                                                     | Asger Leth (کارگردان)؛ Pablo Fenjves, Erich Hoeber, Jon Hoeber (فیلمنامه‌نویس)؛ سم ورثینگتون، اد هریس، الیزابت بنکس، جیمی بل، کیرا سجویک | [ ۲۰ ] | W      |
| J A N U A R Y   | ۲۷       | شماره یک: پول                       | لاینزگیت فیلمز / لیک‌شور اینترتینمنت / Sidney Kimmel Entertainment                    | Julie Anne Robinson (کارگردان)؛ Karen Ray, Stacy Sherman, Liz Brixius (فیلمنامه‌نویس)؛ کاترین هیگل، دبی رینولدز، جیسون اومارا، دانیل سانجاتا، شری شپرد، فیشر استیونس، پاتریک فیشلر، جان لگویزمائو                                                                               | [ ۲۱ ] | W      |
| J A N U A R Y   | ۲۷       | Amador                              | Film Movement                                                                        | فرناندو لئون د آرانوا (کارگردان)؛ ماگالی سولی‌یر، سلسو بوگالو, Pietro Sibille, Sonia Almarcha, Fanny de Casto, Antonio Durán, Eleazar Ortiz, Raquel Pérez, Manolo Solo | [ ۲۲ ] | L      |
| J A N U A R Y   | ۲۷       | اعلان جنگ                           | آی‌اف‌سی فیلمز                                                                         | والری دونزلی (کارگردان) | [ ۲۳ ] | L      |
| J A N U A R Y   | ۲۷       | Lula, Son of Brazil                 | Downtown Filmes                                                                      | Fábio Barreto (کارگردان)؛ Rui Ricardo Dias, Glória Pires, Cléo Pires, Juliana Baroni, Milhem Cortaz | [ ۲۴ ] | L      |
| J A N U A R Y   | ۲۷       | The Wicker Tree                     | بریتیش لاین فیلمز                                                                    | رابین هاردی (کارگردان)؛ گراهام مک‌تاویش، Jacqueline Leonard, Henry Garrett, Honeysuckle Weeks، کلایو راسل، کریستوفر لی، Brittania Nicol | [ ۲۵ ] | L      |
| F E B R U A R Y | ۳        | معجزه بزرگ                          | یونیورسال استودیوز / ورکینگ تایتل فیلمز                                              | کن کواپیس (کارگردان)؛ Jack Amiel, Michael Begler (فیلمنامه‌نویس)؛ جان کرازینسکی، درو بریمور، کریستن بل، تیم بلیک نلسون، درموت مالرونی، تد دنسن | [ ۲۶ ] | W      |
| F E B R U A R Y | ۳        | تاریخچه                             | فاکس قرن بیستم / Davis Entertainment                                                 | جاش ترانک (کارگردان/فیلمنامه‌نویس)؛ Max Landis (فیلمنامه‌نویس)؛ دین دی‌هان، مایکل بی.جردن، الکس راسل، مایکل کلی (بازیگر آمریکایی) | [ ۲۷ ] | W      |
| F E B R U A R Y | ۳        | زن سیاه‌پوش                          | سی‌بی‌اس فیلمز / کراس کریک پیکچرز                                                      | جیمز واتکینز (کارگردان) (کارگردان)؛ جین گولدمن (فیلمنامه‌نویس)؛ دنیل ردکلیف، کیران هایندز، جانت مک‌تیر، لیز وایت، Alisa Khazanova, Tim McMullan، راجر آلام، Daniel Cerqueira, Shaun Dooley, Mary Stockley, Cathy Sara، دیوید برک، Victor جوزف مک‌گینتی نیکولuire, Lucy May Barker | [ ۲۸ ] | W      |
| F E B R U A R Y | ۱۰       | سفر ۲: جزیره اسرارآمیز              | برادران وارنر / نیو لاین سینما / رسانه والدن                                         | برد پیتون (کارگردان)؛ Mark Gunn, Brian Gunn (فیلمنامه‌نویس)؛ دواین جانسون، مایکل کین، جاش هاچرسون، ونسا هاجنز، لوئیس گازمن، کریستین دیویس | [ ۲۹ ] | W      |
| F E B R U A R Y | ۱۰       | خانه امن                            | یونیورسال استودیوز / ریلیتیویتی مدیا                                                 | دنیل اسپینوزا (کارگردان)؛ David Guggenheim (فیلمنامه‌نویس)؛ دنزل واشینگتن، رایان رینولدز، سام شپارد، رابرت پاتریک، لیام کانینگهام، برندن گلیسون، ویرا فارمیگا، فارس فارس، نورا آرنزدر، یوئل کینامان، روبن بلیدز                                                                 | [ ۳۰ ] | W      |
| F E B R U A R Y | ۱۰       | عهد                                 | اسکرین جمز / اسپای‌گلس اینترتیمنت                                                     | Michael Sucsy (کارگردان)؛ Abby Kohn, Marc Silverstein, Jason Katims (فیلمنامه‌نویس)؛ ریچل مک‌آدامز، چنینگ تیتوم، اسکات اسپیدمن، جسیکا لنگ، سام نیل | [ ۳۱ ] | W      |
| F E B R U A R Y | ۱۰       | جنگ ستارگان قسمت اول: تهدید شبح 3D  | فاکس قرن بیستم / لوکاس فیلم                                                          | جرج لوکاس (کارگردان/فیلمنامه‌نویس)؛ لیام نیسون، یوان مک‌گرگور، ناتالی پورتمن، جیک لوید، احمد بست، پرنیلا آگوست، ایان مک‌دیارمید، آنتونی دنیلز، کنی بیکر، فرانک اوز، ری پارک، سیلاس کارسن، سوفیا کوپولا، کیرا نایتلی، ساموئل ال. جکسون                                             | [ ۳۲ ] | R      |
| F E B R U A R Y | ۱۰       | استراتژی خروج                       | Ask Around Entertainment / The Film Group                                            | Michael Whitton (کارگردان)؛ Jameel Saleem (فیلمنامه‌نویس)؛ | [ ۳۳ ] | L      |
| F E B R U A R Y | ۱۰       | رمپارت                              | Millennium Entertainment                                                             | Oren Moverman (کارگردان)؛ جیمز الروی (فیلمنامه‌نویس)؛ وودی هارلسون، بن فاستر، رابین رایت، سیگورنی ویور، استیو بوشمی، آن هیش، سینتیا نیکسون، آیس کیوب، بری لارسون، ند بیتی | [ ۳۴ ] | L      |
| F E B R U A R Y | ۱۷       | آریتی                               | والت دیزنی پیکچرز / استودیو جیبوری                                                   | گری رایدستورم (کارگردان)؛ Karey Kirkpatrick (فیلمنامه‌نویس)؛ ویل آرنت، ایمی پولر، کارول برنت، بریجیت مندلر، دیوید هنری، مویسس آریاس | [ ۳۵ ] | W      |
| F E B R U A R Y | ۱۷       | گوست رایدر: روح انتقام              | کلمبیا پیکچرز / آشوک آمریتراج / Imagination Adu Dhabi / Crystal Sky / Marvel Knights | مارک نولدین، برایان تیلور (فیلم‌ساز) (کارگردانان)؛ Scott Dimple, Seth Hoffman، دیوید اس. گویر (فیلمنامه‌نویس)؛ نیکلاس کیج، ادریس البا، Fergus Riordan، کیران هایندز، ویولانته پلاچیدو، جانی ویتوورت                                                                              | [ ۳۶ ] | W      |
| F E B R U A R Y | ۱۷       | این یعنی جنگ                        | فاکس قرن بیستم / Overbrook Entertainment                                             | جوزف مک‌گینتی نیکول (کارگردان)؛ Timothy Dowling، سیمون کینبرگ (فیلمنامه‌نویس)؛ تام هاردی، کریس پاین، ریس ویترسپون، چلسی هندلر، تیل شوایگر، ابیگیل اسپنسر | [ ۳۷ ] | W      |
| F E B R U A R Y | ۲۴       | قانون شجاعت                         | ریلیتیویتی مدیا                                                                      | "Mouse" McCoy, اسکات وا (کارگردانان)؛ Kurt Johnstad (فیلمنامه‌نویس)؛ یگان ویژه نیروی دریایی ایالات متحده آمریکا، روزلین سانچز، الکس ودوو، Jason Cottle، نستور سرانو | [ ۳۸ ] | W      |
| F E B R U A R Y | ۲۴       | گمشده                               | سامیت انترتینمنت / لیک‌شور اینترتینمنت                                                | Heitor Dhalia (کارگردان)؛ Allison Burnett (فیلمنامه‌نویس)؛ آماندا سایفرد، جنیفر کارپنتر، سباستین استن، وس بنتلی، مایکل پاری | [ ۳۹ ] | W      |
| F E B R U A R Y | ۲۴       | Good Deeds                          | لاینزگیت فیلمز / تایلر پری استودیوز                                                  | تایلر پری (کارگردان/فیلمنامه‌نویس)؛ تایلر پری، تندی نیوتون، ربکا رومین، برایان جی. وایت، جیمی کندی، ادی سیبیران، Jordenn Thompson، بورلی جانسون، فیلیسیا رشاد، گابریله یونیون                                                                                                   | [ ۴۰ ] | W      |
| F E B R U A R Y | ۲۴       | عشق سفر                             | یونیورسال استودیوز / ریلیتیویتی مدیا                                                 | دیوید وین (زاده ۱۹۶۹) (کارگردان/فیلمنامه‌نویس)؛ کن مارینو (فیلمنامه‌نویس)؛ پل راد، جنیفر آنیستون، مالین اکرمان، جاستین ثرو، کن مارینو، لورن آمبروز، جو لو ترولیو، Kerri Kenney-Silver، کاترین هان، آلن آلدا                                                                      | [ ۴۱ ] | W      |
| F E B R U A R Y | ۲۹       | این فیلم نیست                       | Palisades Tartan Films                                                               | جعفر پناهی، مجتبی میرطهماسب (کارگردانان) | [ ۴۲ ] | L      |
| M A R C H       | ۲        | لوراکس                              | یونیورسال استودیوز / ایلومینیشن اینترتینمنت                                          | کریس رناد (پویانما)، Kyle Balda (کارگردانان) Cinco Paul and Ken Daurio (فیلمنامه‌نویس)؛ دنی دویتو، زک افران، تیلور سوئیفت، اد هلمز، راب ریگل، بتی وایت، جنی سلیت | [ ۴۳ ] | W      |
| M A R C H       | ۲        | پروژه ایکس                          | برادران وارنر / سیلور پیکچرز / تاد فلیپس                                             | نیما نوری‌زاده (کارگردان)؛ Matt Drake، مایکل باکال (فیلمنامه‌نویس)؛ مایلز تلر، الیور کوپر، جاناتان دانیل براون، کیربی بلیس بلنتون، توماس مان، الکسیس نپ | [ ۴۴ ] | W      |
| M A R C H       | ۲        | فلین بودن                           | فوکس فیچرز                                                                           | پال وایتز (فیلم‌ساز) (کارگردان/فیلمنامه‌نویس)؛ رابرت دنیرو، پل دینو، اولیویا ترلبی، لیلی تیلور، وس استودی، جولیان مور | [ ۴۵ ] | L      |
| M A R C H       | ۲        | فیلم یک میلیارد دلاری تیم و اریک    | Magnet Releasing                                                                     | Tim Heidecker, Eric Wareheim (کارگردان/فیلمنامه‌نویس)؛ Tim Heidecker, Eric Wareheim، ویل فرل، زک گالیفیناکیس، جان سی ریلی، رابرت لوجا، جف گلدبلوم، ویل فورته، ویلیام آترتون، اریکا دورنس                                                                                        | [ ۴۶ ] | L      |
| M A R C H       | ۹        | جان کارتر                           | والت دیزنی پیکچرز                                                                    | اندرو استنتون (کارگردان/فیلمنامه‌نویس)؛ مارک اندروز (فیلم‌ساز)، مایکل شیبن (فیلمنامه‌نویس)؛ تیلور کیچ، لین کولینز، سامانتا مورتون، مارک استرانگ، کیران هایندز، دومینیک وست، جیمز پیورفوی، ویلم دفو                                                                                | [ ۴۷ ] | W      |
| M A R C H       | ۹        | خانه ساکت                           | اوپن رود فیلمز / ال‌دی اینترتینمنت                                                    | کریس کنتیس (کارگردان)؛ Laura Lau (کارگردان/فیلمنامه‌نویس)؛ الیزابت اولسن، Adam Trese, Eric Sheffer Stevens, Julia Taylor Ross, Haley Murphy, Adam Barnett | [ ۴۸ ] | W      |
| M A R C H       | ۹        | هزار کلمه                           | پارامونت پیکچرز / دریم‌ورکس                                                           | برایان رابینز (کارگردان)؛ استیو کورن (فیلمنامه‌نویس)؛ ادی مورفی، کری واشینگتن، کلیف کرتیس، کلارک دوک، الیسون جنی، روبی دی، جان ویثرسپون، Emanuel Ragsdale، جاستینا ماچادو، Steve Little، جک مک‌بریر، کیلا بلیک، Lennie Loftin، آلن شابات، تد کندی                                | [ ۴۹ ] | W      |
| M A R C H       | ۹        | Attenberg                           | Strand Releasing                                                                     | اثینا ریچل سنگاری (کارگردان/فیلمنامه‌نویس)؛ آریان لابد، یورگوس لانتیموس، Vangelis Mourikis | [ ۵۰ ] | L      |
| M A R C H       | ۹        | The Ballad of Genesis and Lady Jaye | Adopt Films                                                                          | Marie Losier (کارگردان) | [ ۵۱ ] | L      |
| M A R C H       | ۹        | پانویس                              | سونی پیکچرز کلاسیکس                                                                  | جوزف سدار (کارگردان/فیلمنامه‌نویس)؛ Shlomo Bar Aba، لیور اشکنازی، Alisa Rosen، آلما زاک، Daniel Markovich, Micah Lewesohn, Yuval Scharf, Nevo Kimchi | [ ۵۲ ] | L      |
| M A R C H       | ۹        | دوستان همراه کودکان (فیلم) ₪        | لاینزگیت فیلمز / رودساید اترکشنز                                                     | جنیفر وستفلت (کارگردان/فیلمنامه‌نویس)؛ آدام اسکات (هنرپیشه)، جنیفر وستفلت، جان هم، کریستن ویگ، مایا رودولف، کریس اودوود، مگان فاکس، ادوارد برنز | [ ۵۳ ] | L      |
| M A R C H       | ۹        | Jiro Dreams of Sushi                | منگولیا پیکچرز                                                                       | David Gelb (کارگردان) | [ ۵۴ ] | L      |
| M A R C H       | ۹        | صید ماهی آزاد در یمن                | سی‌بی‌اس فیلمز / لاینزگیت فیلمز / بی‌بی‌سی فیلمز / ساموئل حدیدا                          | لاسه هالستروم (کارگردان)؛ سایمن بوفوی (فیلمنامه‌نویس)؛ یوان مک‌گرگور، امیلی بلانت، کریستین اسکات توماس، عمرو واکد | [ ۵۵ ] | L      |
| M A R C H       | ۱۴       | گرهارد ریشتر Painting               | Kino Lorber                                                                          | Corinna Belz (کارگردان/فیلمنامه‌نویس)؛ گرهارد ریشتر، Norbert Arns, Hubert Becker | [ ۵۶ ] | L      |
| M A R C H       | ۱۶       | خیابان جامپ شماره ۲۱                | کلمبیا پیکچرز / مترو گلدوین مایر / ریلیتیویتی مدیا / اوریجینال فیلم                  | فیل لرد و کریستوفر میلر، کریس میلر (پویانما) (کارگردانان/فیلمنامه‌نویسان)؛ مایکل باکال (فیلمنامه‌نویس)؛ جونا هیل، چنینگ تیتوم، آیس کیوب، بری لارسون، راب ریگل، DeRay Davis، دیو فرانکو، جیک جانسون، جانی سیمونز، Johnny Pemberton، داکوتا جانسون، الی کمپر، جانی دپ              | [ ۵۷ ] | W      |
| M A R C H       | ۱۶       | خانه پدری من                        | Pantelion Films / لاینزگیت فیلمز                                                     | Matt Piedmont (کارگردان)؛ Andrew Steele (فیلمنامه‌نویس)؛ ویل فرل، گائل گارسیا برنال، دیه‌گو لونا، نیک آفرمن، جنسیس رودریگز، افرن رامیرز، آدریان مارتینز، پدرو آرمنداریس جونیور                                                                                                   | [ ۵۸ ] | L      |
| M A R C H       | ۱۶       | Jeff, Who Lives at Home             | پارامونت وانتاج / استیون ام. رالس                                                    | مارک دوپلاس، جی دپلاس (کارگردانان/فیلمنامه‌نویسان)؛ جیسون سیگل، اد هلمز، جودی گریر، سوزان ساراندون، ایوان راس | [ ۵۹ ] | L      |
| M A R C H       | ۲۳       | بازی‌های گرسنگی                      | لاینزگیت فیلمز                                                                       | گری راس (کارگردان/فیلمنامه‌نویس)؛ سوزان کالینز، بیلی ری (فیلم‌نامه‌نویس) (فیلمنامه‌نویس)؛ جنیفر لارنس، جاش هاچرسون، لیام همسورث، وس بنتلی، الیزابت بنکس، آماندلا استنبرگ، استنلی توچی، وودی هارلسون، لنی کراویتز، توبی جونز، دونالد ساترلند، الکساندر لودویگ، ایزابل فورمن         | [ ۶۰ ] | W      |
| M A R C H       | ۲۳       | یورش:رستگاری ₪                      | سونی پیکچرز کلاسیکس                                                                  | گارث اونس (کارگردان/فیلمنامه‌نویس)؛ ایکو اویس، Doni Alamsyah، جو تسلیم، یایان روهیان، Ray Sahetapy | [ ۶۱ ] | L      |
| M A R C H       | ۲۹       | یک رابطه سلطنتی                     | منگولیا پیکچرز                                                                       | نیکولای آرسل (کارگردان/فیلمنامه‌نویس)؛ Rasmus Heisterberg (فیلمنامه‌نویس)؛ آلیسیا ویکاندر، مدس میکلسن | [ ۶۲ ] | L      |
| M A R C H       | ۳۰       | ای آینه ای آینه                     | ریلیتیویتی مدیا                                                                      | تارسم سینگ (کارگردان)؛ Jason Keller، ملیسا والک (فیلمنامه‌نویس)؛ لی‌لی کالینز، جولیا رابرتس، آرمی همر، ناتان لین، رابرت امس، میر وینینگهم، مایکل لانر، مارک پووینلی، جوردن پرینتیس، دنی وودبرن، Sebastian Saraceno, Ronald Lee Clark، مارتین کلبا، Joey Gnoffo، شان بین          | [ ۶۳ ] | W      |
| M A R C H       | ۳۰       | خشم تایتان‌ها                        | برادران وارنر / لجندری پیکچرز                                                        | جاناتان لیبسمن (کارگردان)؛ Dan Mazeau, David Leslie Johnson (فیلمنامه‌نویس)؛ سم ورثینگتون، لیام نیسون، رالف فاینز، ادگار رامیرز، رزمند پایک، دنی هوستون، بیل نای، توبی کبل، لیلی جیمز                                                                                           | [ ۶۴ ] | W      |
| M A R C H       | ۳۰       | Goon                                | Magnet Releasing                                                                     | مایکل داوس (کارگردان)؛ جی باروشل، اوان گلدبرگ (فیلمنامه‌نویس)؛ شان ویلیام اسکات، جی باروشل، لیو شرایبر، الیسون پیل، مارک-آندره گروندین | [ ۶۵ ] | L      |

### آوریل-ژوئن
| افتتاحیه  | افتتاحیه | عنوان                                   | استودیو                                                                                       | عوامل تولید | منبع    | انتشار |
| --------- | -------- | --------------------------------------- | --------------------------------------------------------------------------------------------- | --- | ------- | ------ |
| A P R I L | ۴        | تایتانیک (فیلم ۱۹۹۷) 3D                 | پارامونت پیکچرز / فاکس قرن بیستم                                                              | جیمز کامرون (کارگردان/فیلمنامه‌نویس)؛ لئوناردو دی‌کاپریو، کیت وینسلت، بیلی زین، کتی بیتس، Francis Fisher، گلوریا استوارت، بیل پکستون، برنارد هیل، دیوید وارنر، ویکتور گاربر، جاناتان هاید، اریک برادن، برنار فاکس (هنرپیشه)، سوزی آمیس، دنی نوچی، Lewis Abernathy, Nicholas Cascone                | [ ۶۶ ]  | R      |
| A P R I L | ۶        | تجدید دیدار آمریکایی                    | یونیورسال استودیوز / ریلیتیویتی مدیا                                                          | جان هورویتس، Hayden Schlossberg (کارگردانان/فیلمنامه‌نویسان)؛ آلیسون هانیگان، شان ویلیام اسکات، تارا رید، جیسن بیگز، یوجین لوی، توماس ایان نیکلاس، کریس کلاین (هنرپیشه)، مینا سوواری، جنیفر کولیج، ناتاشا لیون، ادی کی توماس، شانون الیزابت                                                       | [ ۶۷ ]  | W      |
| A P R I L | ۶        | Comic-Con Episode IV: A Fan's Hope      | Wrekin Hill Entertainment                                                                     | مورگان اسپرلاک (کارگردان/فیلمنامه‌نویس)؛ Jeremy Chilnick (فیلمنامه‌نویس)؛ Skip Harvey, Eric Henson, Chuck Rozanski, James Darling, Se Young Kang | [ ۶۸ ]  | L      |
| A P R I L | ۶        | Damsels in Distress                     | سونی پیکچرز کلاسیکس                                                                           | ویت استیلمن (کارگردان/فیلمنامه‌نویس)؛ گرتا گرویگ، آدام برودی، آنالی تیپتن، مگالین اچیکاوکی، Carrie MacLemore، هوگو بکر، بیلی مگنوسن، Ryan Metcalf, Jermaine Crawford، آبری پلازا | [ ۶۹ ]  | L      |
| A P R I L | ۶        | Keyhole                                 | Monterey Media                                                                                | گای مدین (کارگردان/فیلمنامه‌نویس)؛ George Toles (فیلمنامه‌نویس)؛ ایزابلا روسلینی، جیسون پاتریک، کوین مک‌دونالد، اودو کیر، Brooke Palsson | [ ۷۰ ]  | L      |
| A P R I L | ۶        | Surviving Progress                      | First Run Features                                                                            | Mathieu Roy, Harold Crooks (کارگردان/فیلمنامه‌نویس) | [ ۷۱ ]  | L      |
| A P R I L | ۶        | ما یک پاپ داریم                         | آی‌اف‌سی فیلمز                                                                                  | نانی مورتی (کارگردان/فیلمنامه‌نویس)؛ Francesco Piccolo, Federica Pontremoli (فیلمنامه‌نویس)؛ میشل پیکولی، یرژی اشتور، رناتو اسکارپا | [ ۷۲ ]  | L      |
| A P R I L | ۱۳       | کلبه‌ای در جنگل                          | لاینزگیت فیلمز                                                                                | درو گادرد (کارگردان/فیلمنامه‌نویس)؛ جاس ویدون (فیلمنامه‌نویس)؛ ریچارد جنکینز، برادلی وایتفورد، جسی ویلیامز، کریس همسورث، کریستن کانلی، آنا هاچیسون، فران کرانتس | [ ۷۳ ]  | W      |
| A P R I L | ۱۳       | گرفتار                                  | فیلم‌دیستریکت / اوپن رود فیلمز                                                                 | James Mather, Stephen St.Leger (کارگردان/فیلمنامه‌نویس)؛ گای پیرس، مگی گریس، پیتر استورماره، لنی جیمز، وینسنت رگان، تیم پلستر, Anne-Solenne Hatte, Yan Dron, Patrick Cauderlier, Milorad Kapor, Bojan Peric, Mark Tankersley                                                                      | [ ۷۴ ]  | W      |
| A P R I L | ۱۳       | سه کله‌پوک                               | فاکس قرن بیستم                                                                                | بابی فارلی، پیتر فارلی (کارگردانان/فیلمنامه‌نویسان)؛ Mike Cerrone (فیلمنامه‌نویس)؛ کریس دیامانتوپولوس، شان هایس، ویل ساسو، جین لینچ، لری دیوید، استیون کالینز، سوفیا ورگارا، جنیفر هادسون | [ ۷۵ ]  | W      |
| A P R I L | ۱۳       | آقای لازار                              | Music Box Films                                                                               | فیلیپه فالاردیو (کارگردان/فیلمنامه‌نویس)؛ محمد فلاق، سوفی نیلیس، Emilien Neron, Danielle Proulx, Brigitte Poupart | [ ۷۶ ]  | L      |
| A P R I L | ۲۰       | Chimpanzee                              | Disneynature                                                                                  | Alastair Fothergill، مارک لینفلد (کارگردانان)؛ تیم آلن (راوی) | [ ۷۷ ]  | W      |
| A P R I L | ۲۰       | خوش‌شانس                                 | برادران وارنر / ویلیج رودشو پیکچرز                                                            | اسکات هیکس (کارگردان)؛ Will Fetters (فیلمنامه‌نویس)؛ زک افران، تیلور شیلینگ، جی آر فرگوسن، Riley Thomas Stewart، آدام لوفیور، بلایث دانر | [ ۷۸ ]  | W      |
| A P R I L | ۲۰       | Think Like a Man                        | اسکرین جمز / Rainforest Films                                                                 | تیم استوری (کارگردان)؛ Keith Merryman, David A. Newman (فیلمنامه‌نویس)؛ کوین هارت، مایکل ایلی، تراجی پی. هنسون، جری فرارا، مگان گود، رجینا هال، Terrence J، جنیفر لوئیس، رومانی مالکو، Gary Owen، گابریله یونیون                                                                                  | [ ۷۹ ]  | W      |
| A P R I L | ۲۰       | همراه عزیزم                             | سونی پیکچرز کلاسیکس                                                                           | لارنس کاسدان (کارگردان/فیلمنامه‌نویس)؛ Meg Kasdan (فیلمنامه‌نویس)؛ کوین کلاین، داین کیتن، ریچارد جنکینز، الیزابت ماس، مارک دوپلاس، دایان ویست، سام شپارد | [ ۸۰ ]  | L      |
| A P R I L | ۲۰       | Fightville                              | MPI Media Group                                                                               | Petra Epperlein, Michael Tucker (کارگردانان) | [ ۸۱ ]  | L      |
| A P R I L | ۲۰       | Jesus Henry Christ                      | انترتینمنت وان فیلمز                                                                          | Dennis Lee (کارگردان/فیلمنامه‌نویس)؛ تونی کولت، مایکل شین، جیسون اسپیواک، Samantha Weinstein | [ ۸۲ ]  | L      |
| A P R I L | ۲۰       | مارلی                                   | منگولیا پیکچرز                                                                                | کوین مک‌دانلد (کارگردان) (کارگردان)؛ باب مارلی | [ ۸۳ ]  | L      |
| A P R I L | ۲۵       | Payback                                 | Zeitgeist Films                                                                               | Jennifer Baichwal (کارگردان) | [ ۸۴ ]  | L      |
| A P R I L | ۲۷       | پنج سال نامزدی                          | یونیورسال استودیوز / ریلیتیویتی مدیا                                                          | نیکلاس استولر (کارگردان/فیلمنامه‌نویس)؛ جیسون سیگل (فیلمنامه‌نویس)؛ جیسون سیگل، امیلی بلانت، کریس پرت، الیسون بری، ریس ایفانز | [ ۸۵ ]  | W      |
| A P R I L | ۲۷       | دزدان دریایی! گروهی از ناجورها          | کلمبیا پیکچرز / سونی پیکچرز انیمیشن / آردمن انیمیشن                                           | پیتر لرد، Jeff Newitt (کارگردانان)؛ Gideon Defoe (فیلمنامه‌نویس)؛ هیو گرانت، سلما هایک، جرمی پیون، ایملدا استنتون، دیوید تننت، مارتین فریمن، لنی هنری، برندن گلیسون | [ ۸۶ ]  | W      |
| A P R I L | ۲۷       | کلاغ                                    | ریلیتیویتی مدیا                                                                               | جیمز مک‌تیگو (کارگردان)؛ Ben Livingston, Hannah Shakespeare (فیلمنامه‌نویس)؛ جان کیوسک، آلیس ایو، لوک ایوانز، برندن گلیسون، الیور جکسون-کوهن | [ ۸۷ ]  | W      |
| A P R I L | ۲۷       | گاوصندوق                                | لاینزگیت فیلمز                                                                                | بوآز یاکین (کارگردان/فیلمنامه‌نویس)؛ جیسون استاتهام، Catherine Chan، کریس ساراندون، انسون مونت، رابرت جان برک | [ ۸۸ ]  | W      |
| A P R I L | ۲۷       | Headhunters                             | منگولیا پیکچرز                                                                                | مورتن تیلدام (کارگردان)؛ Lars Gudmestad، یو نسبو، Ulf Ryberg (فیلمنامه‌نویس)؛ اکسل هنی، Synnøve Macody Lund، نیکولای کاستر-والدو | [ ۸۹ ]  | L      |
| A P R I L | ۲۷       | Sound of My Voice                       | فاکس سرچلایت پیکچرز                                                                           | زال باتمانقلیچ (کارگردان/فیلمنامه‌نویس)؛ بریت مارلینگ، کریستوفر دنهام، Nicole Vicius, Avery Pohl | [ ۹۰ ]  | L      |
| M A Y     | ۴        | انتقام‌جویان                             | مارول استودیوز / پارامونت پیکچرز                                                              | جاس ویدون (کارگردان/فیلمنامه‌نویس)؛ رابرت داونی جونیور، کریس ایوانز، کریس همسورث، مارک رافلو، جرمی رنر، اسکارلت جوهانسون، تام هیدلستون، ساموئل ال. جکسون، استلان اسکارشگورد، کوبی اسمالدرز، کلارک گرگ                                                                                             | [ ۹۱ ]  | W      |
| M A Y     | ۴        | بهترین هتل عجیب مریگولد ₪               | فاکس سرچلایت پیکچرز / رسانه پارتیکیپنت / Imagination Abu Dhabi                                | جان مدن (کارگردان) (کارگردان)؛ اول پارکر (فیلمنامه‌نویس)؛ جودی دنچ، بیل نای، دو پتل، تام ویلکینسون، مگی اسمیت، پنلوپه ویلتون، رانلد پیکاپ، سلیا ایمری | [ ۹۲ ]  | L      |
| M A Y     | ۴        | First Position                          | آی‌اف‌سی فیلمز                                                                                  | Bess Kargman (کارگردان) | [ ۹۳ ]  | L      |
| M A Y     | ۱۱       | سایه‌های سیاه                            | برادران وارنر / ویلیج رودشو پیکچرز                                                            | تیم برتون (کارگردان)؛ Seth Grahame-Smith (فیلمنامه‌نویس)؛ جانی دپ، میشل فایفر، هلنا بونهام کارتر، اوا گرین، جکی ارل هیلی، بلا هیتکوت، کلویی گریس مورتس، جانی لی میلر، گالیور مک‌گراث، کریستوفر لی                                                                                                  | [ ۹۴ ]  | W      |
| M A Y     | ۱۱       | Under African Skies                     | شبکه‌های تلویزیونی A&E                                                                         | Joe Berlinger (کارگردان/فیلمنامه‌نویس)؛ پل سایمون، دیوید برن، پیتر گابریل، ووپی گلدبرگ، پل مک‌کارتنی، لورن مایکلز، اپرا وینفری، کوئینسی جونز، هری بلافونته | [ ۹۵ ]  | L      |
| M A Y     | ۱۱       | حالا کجا برویم                          | سونی پیکچرز کلاسیکس                                                                           | نادین لبکی (کارگردان/فیلمنامه‌نویس)؛ Jihad Hojeily, Rodney Al Haddad, Thomas Bidegain (فیلمنامه‌نویس)؛ نادین لبکی، Leyla Fouad, Claude Msawbaa, Antoinette El-Noufaily | [ ۹۶ ]  | L      |
| M A Y     | ۱۶       | دیکتاتور                                | پارامونت پیکچرز / Four By Two Films                                                           | لری چارلز (کارگردان)؛ ساشا بارون کوهن، الک برگ، جف شافر، دیوید مندل (فیلمنامه‌نویس)؛ ساشا بارون کوهن، بن کینگزلی، آنا فاریس، مگان فاکس، جان سی ریلی، جی. بی اسموو | [ ۹۷ ]  | W      |
| M A Y     | ۱۷       | زنگار و استخوان                         | سونی پیکچرز کلاسیکس                                                                           | ژاک اودیار (کارگردان/فیلمنامه‌نویس)؛ Thomas Bidegain (فیلمنامه‌نویس)؛ ماریون کوتیار، ماتیاس اسخونارتس | [ ۹۸ ]  | L      |
| M A Y     | ۱۸       | نبردناو                                 | یونیورسال استودیوز / Hasbro / Bluegrass Films / Film 44                                       | پیتر برگ (کارگردان)؛ Jon Hoeber, Erich Hoeber (فیلمنامه‌نویس)؛ الکساندر اسکارشگرد، تیلور کیچ، بروکلین دکر، ریانا، لیام نیسون، تادانابو آسانو | [ ۹۹ ]  | W      |
| M A Y     | ۱۸       | وقتی حامله هستی باید منتظر چه چیزی باشی | لاینزگیت فیلمز / الکان اینترتینمنت / Phoenix Pictures                                         | کرک جونز (کارگردان)؛ Heather Hach، شاون کراس (فیلمنامه‌نویس)؛ کامرون دیاز، جنیفر لوپز، بروکلین دکر، الیزابت بنکس، آنا کندریک، چیس کرافورد، متیو موریسون، دنیس کواید، کریس راک، خودریگو سانتورو، بن فالکون، جو منگنیلو، توماس لنون (هنرپیشه)                                                       | [ ۱۰۰ ] | W      |
| M A Y     | ۱۸       | آنسوی رنگین کمان سیاه                   | Magnet Releasing                                                                              | Panos Cosmatos (کارگردان/فیلمنامه‌نویس)؛ مایکل روگرز (هنرپیشه)، Eva Allen, Scott Hylands, Marilyn Norry, Rondel Reynoldson | [ ۱۰۱ ] | L      |
| M A Y     | ۱۸       | Crooked Arrows                          | Freestyle Releasing                                                                           | استیو رش (کارگردان)؛ Todd Baird, Brad Riddell (فیلمنامه‌نویس)؛ برندان روث، گیل بیرمنگام | [ ۱۰۲ ] | L      |
| M A Y     | ۱۸       | ورودی                                   | آی‌اف‌سی فیلمز                                                                                  | Patrick Horvath, Dallas Hallam (کارگردان)؛ Suziey Block | [ ۱۰۳ ] | L      |
| M A Y     | ۱۸       | Fury                                    | آی‌اف‌سی فیلمز                                                                                  | David Weaver (کارگردان/فیلمنامه‌نویس)؛ Elan Mastai (فیلمنامه‌نویس)؛ ساموئل ال. جکسون، لوک کیربی، روث نگا، تام ویلکینسون | [ ۱۰۴ ] | L      |
| M A Y     | ۱۸       | هیستری                                  | سونی پیکچرز کلاسیکس                                                                           | Tanya Wexler (کارگردان)؛ مگی جیلنهال، هیو دنسی، فلیسیتی جونز | [ ۱۰۵ ] | L      |
| M A Y     | ۱۸       | Lovely Molly                            | آر ال جی ای فیلمز                                                                             | Eduardo Sánchez (کارگردان)؛ Gretchen Lodge، جانی لویس، الکساندرا هولدن، Lauren Lakis | [ ۱۰۶ ] | L      |
| M A Y     | ۱۸       | Mansome                                 | Electus                                                                                       | مورگان اسپرلاک (کارگردان)؛ ویل آرنت، جیسون بیتمن، آدام کارولا، پل راد، زک گالیفیناکیس | [ ۱۰۷ ] | L      |
| M A Y     | ۱۸       | Polisse                                 | آی‌اف‌سی فیلمز                                                                                  | مایوین (کارگردان)؛ کرین ویار، مارینا فوا، Joeystarr | [ ۱۰۸ ] | L      |
| M A Y     | ۱۸       | ویرجینیا                                | انترتینمنت وان                                                                                | داستین لنس بلک (کارگردان/فیلمنامه‌نویس)؛ جنیفر کانلی، اد هریس، اما رابرتس، ایمی مدیگان، هریسون گیلبرتسون | [ ۱۰۹ ] | L      |
| M A Y     | ۲۵       | خاطرات چرنوبیل                          | برادران وارنر / الکان اینترتینمنت / FilmNation Entertainment / اورن پلی/Brian Witten Pictures | Bradley Parker (کارگردان)؛ اورن پلی، Carey Van Dyke, Steve Van Dyke (فیلمنامه‌نویس)؛ جاناتان سادوفسکی، Devin Kelley، جسی مک‌کارتنی، الیویا تیلور دادلی، ناتان فیلیپس، اینگری بولسه بردال، Dmitri Diatchenko                                                                                        | [ ۱۱۰ ] | W      |
| M A Y     | ۲۵       | مردان سیاه‌پوش ۳                         | کلمبیا پیکچرز / والتر پارکس                                                                   | بری ساننفلد (کارگردان)؛ ایتان کوئن، دیوید کپ، جف نیثنسن، Michael Soccio (فیلمنامه‌نویس)؛ ویل اسمیت، تامی لی جونز، جاش برولین، جامین کلمنت، اما تامپسون، آلیس ایو، مایکل استولبارگ، نیکول شرزینگر، دیوید راشی                                                                                      | [ ۱۱۱ ] | W      |
| M A Y     | ۲۵       | قلمرو طلوع ماه ₪                        | فوکس فیچرز                                                                                    | وس اندرسن (کارگردان/فیلمنامه‌نویس)؛ رومن کوپولا (فیلمنامه‌نویس)؛ جرید گیلمان، کارا هیوارد، بروس ویلیس، ادوارد نورتون، بیل مری، فرانسیس مک‌دورمند، جیسون شوارتزمن، تیلدا سوینتن | [ ۱۱۲ ] | L      |
| M A Y     | ۲۵       | Oslo، ۳۱ augustst                       | Strand Releasing                                                                              | یواخیم تری‌یر (کارگردان/فیلمنامه‌نویس)؛ Eskil Vogt (فیلمنامه‌نویس)؛ آندرش دانیلسن لی، Malin Crépin, Aksel M. Thanke, Hans Olav Brenner، اینگرید اولاوا، Oystein Roger | [ ۱۱۳ ] | L      |
| M A Y     | ۳۰       | پنج دوربین شکسته                        | Kino Lorber                                                                                   | عماد بورنات, Guy Davidi (کارگردانان) | [ ۱۱۴ ] | L      |
| J U N E   | ۱        | سفیدبرفی و شکارچی                       | یونیورسال استودیوز / جو روث                                                                   | روپرت سندرز (کارگردان)؛ Evan Daugherty، حسین امینی (فیلمنامه‌نویس)، جان لی هنکاک (فیلمنامه‌نویس)؛ شارلیز ترون، کریستن استوارت، کریس همسورث، سم اسپرول، ایان مک‌شین، باب هاسکینز، ری وینستون، ادی مارسن، سم کلفلین                                                                                   | [ ۱۱۵ ] | W      |
| J U N E   | ۱        | پیرانا سه‌بعدی‌دی                         | دایمنشن فیلمز                                                                                 | جان گولاگر (کارگردان)؛ پاتریک ملتون، مارکوس دانستن (فیلمنامه‌نویس)؛ دانیل پانابیکر، Matt Bush، کریس زیلکا، دیوید کوچنر، Meagan Tandy, Paul James Jordan، ژان-لوک بیلودو، Héctor Jiménez، آدریان مارتینز، کلو گولگر، گری بیوسی، کاترینا بودن، کریستوفر لوید، وینگ ریمز، Paul Scheer، دیوید هسلهاف  | [ ۱۱۶ ] | L      |
| J U N E   | ۸        | ماداگاسکار ۳: تحت تعقیب‌ترین‌های اروپا    | پارامونت پیکچرز / دریم‌ورکس انیمیشن                                                            | اریک دارنل (کارگردان/فیلمنامه‌نویس)؛ تام مک‌گراث (پویانما)، کنراد ورنن (کارگردانان)؛ نوآ بامباک (فیلمنامه‌نویس)؛ بن استیلر، کریس راک، دیوید شویمر، جیدا پینکت اسمیت، ساشا بارون کوهن، سدریک اینترتینر، اندی ریکتر، فرانسیس مک‌دورمند، برایان کرانستون، جسیکا چستین، مارتین شورت، پاز وگا، فرانک ولکر | [ ۱۱۷ ] | W      |
| J U N E   | ۸        | پرومته                                  | فاکس قرن بیستم / رت‌پک انترتینمنت / Scott Free Productions                                     | ریدلی اسکات (کارگردان)؛ دیمون لیندلوف، جان اسپیتز (فیلمنامه‌نویس)؛ نومی راپاس، مایکل فاسبندر، شارلیز ترون، ادریس البا، گای پیرس، لوگان مارشال-گرین، شان هریس، ریف اسپال | [ ۱۱۸ ] | W      |
| J U N E   | ۸        | لولا در برابر                           | فاکس سرچلایت پیکچرز                                                                           | Daryl Wein (کارگردان/فیلمنامه‌نویس)؛ زوئی لیستر-جونز (فیلمنامه‌نویس)؛ گرتا گرویگ، یوئل کینامان، زوئی لیستر-جونز، همیش لینکلیتر، بیل پولمن، ابن ماس-بچراک، Jay Pharoah، دبرا وینگر | [ ۱۱۹ ] | L      |
| J U N E   | ۸        | تضمینی برای امنیت نیست                  | فیلم‌دیستریکت                                                                                  | کالین ترورو (کارگردان/فیلمنامه‌نویس)؛ Derek Connolly (فیلمنامه‌نویس)؛ آبری پلازا، مارک دوپلاس، جیک جانسون، کریستن بل، Jenica Bergere، جف گارلین، کاران سونی، لین شلتون، مری‌لین رایسکوب | [ ۱۲۰ ] | L      |
| J U N E   | ۱۵       | دوران راک                               | برادران وارنر / نیو لاین سینما                                                                | آدام شنکمن (کارگردان)؛ جاستین ثرو، Allan Loeb, Chris D'Arienzo (فیلمنامه‌نویس)؛ جولیان هاف، دیه‌گو بونتا، تام کروز، الک بالدوین، راسل برند، پل جیاماتی، کاترین زیتا جونز، مالین اکرمان، مری جی. بلایژ، برایان کرانستون                                                                             | [ ۱۲۱ ] | W      |
| J U N E   | ۱۵       | اون پسر منه                             | کلمبیا پیکچرز / ریلیتیویتی مدیا / هپی مدیسون پروداکشنز                                        | شان آندرس (کارگردان)؛ David Caspe (فیلمنامه‌نویس)؛ آدام سندلر، اندی سمبرگ، لیتون میستر، وانیلا آیس، تونی اورلندو، ویل فورته، میلو ونتیمیگلیا، سوزان ساراندون، جیمز کان | [ ۱۲۲ ] | W      |
| J U N E   | ۱۵       | The Woman in the Fifth                  | ATO Pictures                                                                                  | پاوو پاولیکوفسکی (کارگردان/فیلمنامه‌نویس)؛ ایثن هاک، کریستین اسکات توماس، یوانا کولیگ، سمیر گسمی | [ ۱۲۳ ] | L      |
| J U N E   | ۱۵       | خواهر خواهر شما                         | آی‌اف‌سی فیلمز                                                                                  | لین شلتون (کارگردان/فیلمنامه‌نویس)؛ امیلی بلانت، رزمری دویت، مارک دوپلاس | [ ۱۲۴ ] | L      |
| J U N E   | ۲۰       | Kumaré                                  | Kino Lorber                                                                                   | Vikram Gandhi (کارگردان)؛ Vikram Gandhi | [ ۱۲۵ ] | L      |
| J U N E   | ۲۲       | آبراهام لینکلن: شکارچی خون‌آشام          | فاکس قرن بیستم / رت‌پک انترتینمنت                                                              | تیمور بکمامبتوف (کارگردان)؛ Seth Grahame-Smith (فیلمنامه‌نویس)؛ بنجامین واکر (هنرپیشه)، دومینیک کوپر، آنتونی مکی، مری الیزابت وینستد، روفس سوئل، مارتون چوکاش | [ ۱۲۶ ] | W      |
| J U N E   | ۲۲       | دلیر                                    | والت دیزنی پیکچرز / پیکسار                                                                    | مارک اندروز (فیلم‌ساز)، برندا چپمن، استیو پورسل (کارگردانان/فیلمنامه‌نویسان)؛ Irene Mecchi (فیلمنامه‌نویس)؛ کلی مکدونالد، جولی والترز، بیلی کانلی، اما تامپسون، کوین مک‌کید، کریگ فرگوسن، رابی کالترین                                                                                               | [ ۱۲۷ ] | W      |
| J U N E   | ۲۲       | جستجوی دوستی برای آخرالزمان             | فوکس فیچرز / ماندیت پیکچرز / ایندین پینت‌براش                                                  | لورین اسکافاریا (کارگردان/فیلمنامه‌نویس)؛ استیو کارل، کیرا نایتلی، کانی بریتون، آدام برودی، درک لوک، ملانی لینسکی | [ ۱۲۸ ] | W      |
| J U N E   | ۲۲       | جنگ نامرئی                              | Docurama Films                                                                                | کربی دیک (کارگردان/فیلمنامه‌نویس)؛ | [ ۱۲۹ ] | L      |
| J U N E   | ۲۲       | تقدیم به رم با عشق ₪                    | سونی پیکچرز کلاسیکس                                                                           | وودی آلن (کارگردان/فیلمنامه‌نویس)؛ الک بالدوین، روبرتو بنینی، پنه‌لوپه کروز، جسی آیزنبرگ، گرتا گرویگ، الن پیج | [ ۱۳۰ ] | L      |
| J U N E   | ۲۷       | جانوران حیات وحش جنوب                   | فاکس سرچلایت پیکچرز                                                                           | بن زایتلین (کارگردان/فیلمنامه‌نویس)؛ Lucy Alibar (فیلمنامه‌نویس)؛ کونزنی والیس، Dwight Henry | [ ۱۳۱ ] | L      |
| J U N E   | ۲۹       | حفاظت از شاهد مدیا                      | لاینزگیت فیلمز / تایلر پری استودیوز                                                           | تایلر پری (کارگردان/فیلمنامه‌نویس)؛ تایلر پری، یوجین لوی، دوریس رابرتس، توماس آرنلد، دنیس ریچاردز، دانیل کمبل، رومئو مونتگیو، جان آموس، مارلا گیبس | [ ۱۳۲ ] | W      |
| J U N E   | ۲۹       | مجیک مایک                               | برادران وارنر                                                                                 | استیون سودربرگ (کارگردان)؛ Reid Carolin (فیلمنامه‌نویس)؛ چنینگ تیتوم، الکس پتیفر، متیو مک‌کانهی، مت بامر، رایلی کیئو، کودی هورن، جو منگنیلو، الیویا مان، آدام رودریگوئز، کوین نش، گابریل ایگلسیاس                                                                                                  | [ ۱۳۳ ] | W      |
| J U N E   | ۲۹       | مردمی شبیه ما                           | تاچ‌استون پیکچرز / دریم‌ورکس / Reliance Entertainment / K/O Paper Products                      | الکس کورتزمن (کارگردان/فیلمنامه‌نویس)؛ روبرتو ارسی، Jody Lambert (فیلمنامه‌نویس)؛ کریس پاین، الیزابت بنکس، میشل فایفر، اولیویا وایلد، مارک دوپلاس، جان فاورو، Michael Hall D'Addario، فیلیپ بیکر هال                                                                                               | [ ۱۳۴ ] | W      |
| J U N E   | ۲۹       | تد                                      | یونیورسال استودیوز                                                                            | ست مک‌فارلن (کارگردان/فیلمنامه‌نویس)؛ الک سالکین، ولسلی وایلد (فیلمنامه‌نویس)؛ مارک والبرگ، میلا کونیس، ست مک‌فارلن، جووانی ریبیسی، جوئل مک‌هال، پاتریک واربرتون، جسیکا استروپ، لورا وندرورت | [ ۱۳۵ ] | W      |
| J U N E   | ۲۹       | A Burning Hot Summer                    | آی‌اف‌سی فیلمز                                                                                  | فیلیپ گارل (کارگردان)؛ مونیکا بلوچی، لویی گارل، سلین سالت، Jérôme Robart | [ ۱۳۶ ] | L      |
| J U N E   | ۲۹       | Last Ride                               | مدمن انترتینمنت                                                                               | Glendyn Ivin (کارگردان)؛ Mac Gudgeon (فیلمنامه‌نویس)؛ هوگو ویوینگ، Tom Russell | [ ۱۳۷ ] | L      |
| J U N E   | ۲۹       | Neil Young Journeys                     | سونی پیکچرز کلاسیکس                                                                           | جاناتان دمی (کارگردان)؛ نیل یانگ | [ ۱۳۸ ] | L      |
| J U N E   | ۲۹       | این والس از آن تو                       | منگولیا پیکچرز                                                                                | سارا پلی (کارگردان/فیلمنامه‌نویس)؛ ست روگن، میشل ویلیامز، سارا سیلورمن، لوک کیربی، Aaron Abrams, Jennifer Podemiski, Vanessa Coelho | [ ۱۳۹ ] | L      |
| J U N E   | ۲۹       | نابخشودنی                               | UGC Distribution                                                                              | آندره تشینه (کارگردان)؛ آندری دوسولیه، کارول بوکه، آدریانا استی | [ ۱۴۰ ] | L      |

### ژوئیه-سپتامبر
| افتتاحیه          | افتتاحیه | عنوان                                       | استودیو                                                                            | عوامل تولید | منبع    | انتشار |
| ----------------- | -------- | ------------------------------------------- | ---------------------------------------------------------------------------------- | --- | ------- | ------ |
| J U L Y           | ۳        | مرد عنکبوتی شگفت‌انگیز                       | کلمبیا پیکچرز / مارول انترتینمنت                                                   | مارک وب (کارگردان)؛ جیمز وندربیلت، آلوین سارجنت، استیو کلاوز (فیلمنامه‌نویس)؛ اندرو گارفیلد، اما استون، ماکس چارلز، مارتین شین، سالی فیلد، کمپبل اسکات، ریس ایفانز، کریس زیلکا، دنیس لری، عرفان خان | [ ۱۴۱ ] | W      |
| J U L Y           | ۵        | کیتی پری: بخشی از من 3D                     | پارامونت پیکچرز / اینسرژ پیکچرز / MTV Films / ایمیج اینترتیمنت / Perry Productions | Dan Cutforth, Jane Lipsetz (کارگردانان)؛ کیتی پری | [ ۱۴۲ ] | W      |
| J U L Y           | ۶        | وحشی‌ها                                      | یونیورسال استودیوز / ریلیتیویتی مدیا                                               | الیور استون (کارگردان/فیلمنامه‌نویس)؛ Don Winslow, Shane Salerno (فیلمنامه‌نویس)؛ تیلور کیچ، بلیک لایولی، آرون تایلر-جانسون، جان تراولتا، بنیسیو دل تورو، سلما هایک، امیل هرش، دمیان بیچیر | [ ۱۴۳ ] | W      |
| J U L Y           | ۶        | Collaborator                                | جشنواره فیلم ترایبکا                                                               | مارتین دونوان (کارگردان/فیلمنامه‌نویس)؛ مارتین دونوان، دیوید مورس، اولیویا ویلیامز، کاترین هلموند | [ ۱۴۴ ] | L      |
| J U L Y           | ۱۳       | عصر یخبندان: رانش قاره‌ای                    | انیمیشن فاکس قرن بیستم / بلو اسکای استودیو                                         | استیو مارتینo, Mike Thurmeier (کارگردانان)؛ Michael Berg, جیسون فوکس (فیلمنامه‌نویس)؛ کریس وج، ری رومانو، جان لگویزمائو، دنیس لری، شان ویلیام اسکات، جاش پک، دریک (موسیقیدان)، نیکی میناژ، پیتر دینکلیج، واندا سایکس، جنیفر لوپز، کویین لطیفه، جش گد، کیکه پالمر                                       | [ ۱۴۵ ] | W      |
| J U L Y           | ۱۳       | Farewell, My Queen                          | Cohen Media Group                                                                  | بنوآ ژکو (کارگردان/فیلمنامه‌نویس)؛ لئا سیدو، دیانه کروگر، ویرژینی لدواین | [ ۱۴۶ ] | L      |
| J U L Y           | ۱۳       | The Imposter                                | The Indomina Group                                                                 | Bart Layton (کارگردان)؛ Frédéric Bourdin | [ ۱۴۷ ] | L      |
| J U L Y           | ۱۳       | Union Square                                | DADA                                                                               | Nancy Savoca (کارگردان/فیلمنامه‌نویس)؛ Mary Tobler (فیلمنامه‌نویس)؛ میرا سوروینو، تامی بلانچارد، پتی لوپن، مایک دویل (بازیگر) | [ ۱۴۸ ] | L      |
| J U L Y           | ۱۸       | Shut Up and Play the Hits                   | Oscilloscope Laboratories                                                          | Will Lovelace, Dylan Southern (کارگردانان)؛ James Murphy, Nancy Whang, Pat Mahoney, Gunnar Bjerk, Chuck Klosterman، گوین راینا روسم، Keith Wood, Al Doyle | [ ۱۴۹ ] | L      |
| J U L Y           | ۲۰       | شوالیه تاریکی برمی‌خیزد                      | برادران وارنر / لجندری پیکچرز / دی‌سی کامیکس / سنکوپ                                | کریستوفر نولان (کارگردان/فیلمنامه‌نویس)؛ جاناتان نولان (فیلمنامه‌نویس)؛ تام هاردی، کریستین بیل، مایکل کین، ان هتوی، گری اولدمن، ماریون کوتیار، بن مندلسون، لیام نیسون، جوزف گوردون لویت، کیلین مورفی، مورگان فریمن                                                                                      | [ ۱۵۰ ] | W      |
| J U L Y           | ۲۰       | The Queen of Versailles                     | منگولیا پیکچرز                                                                     | Lauren Greenfield (کارگردان)؛ David A. Siegel, Jackie Siegel | [ ۱۵۱ ] | L      |
| J U L Y           | ۲۵       | آسمان آهنی                                  | Blind Spot Pictures                                                                | Timo Vuorensola (کارگردان)؛ Johanna Sinisalo, Michael Kalesniko (فیلمنامه‌نویس)؛ یولیا دیتسه، پتا سرجنت، گوتز اوتو، Chris Kirby، اودو کیر | [ ۱۵۲ ] | L      |
| J U L Y           | ۲۵       | رابی اسپارکس                                | فاکس سرچلایت پیکچرز                                                                | جاناتان دیتون، جاناتان دیتون و ولری فاریس (کارگردانان)؛ زویی کازان (فیلمنامه‌نویس)؛ پل دینو، زویی کازان، آنت بنینگ، آنتونیو باندراس، استیو کوگان، الیوت گولد، کریس مسینا، دبورا آن ول | [ ۱۵۳ ] | L      |
| J U L Y           | ۲۷       | استپ آپ: انقلاب                             | سامیت انترتینمنت                                                                   | اسکات اسپیر (کارگردان)؛ Amanda Brody (فیلمنامه‌نویس)؛ رایان گوزمن، کاترین مک‌کورمیک، میشا گابریل، پیتر گلگر | [ ۱۵۴ ] | W      |
| J U L Y           | ۲۷       | دیدبان                                      | فاکس قرن بیستم / رت‌پک انترتینمنت / 21 Laps Productions                             | اکویا شوفر (کارگردان)؛ Jared Stern، ست روگن، اوان گلدبرگ (فیلمنامه‌نویس)؛ بن استیلر، وینس وان، رزمری دویت، جونا هیل، ریچارد آیوادی، ویل فورته، بیلی کروداپ | [ ۱۵۵ ] | W      |
| J U L Y           | ۲۷       | Ai Weiwei: Never Sorry                      | آی‌اف‌سی فیلمز                                                                       | Alison Klayman (کارگردان/فیلمنامه‌نویس)؛ Danqing Chen, Ying Gao, Changwei Gu | [ ۱۵۶ ] | L      |
| J U L Y           | ۲۷       | جوی قاتل                                    | LD Distribution                                                                    | ویلیام فریدکین (کارگردان)؛ تریسی لتس (فیلمنامه‌نویس)؛ متیو مک‌کانهی، امیل هرش، جونو تیمپل، توماس هیدن چرچ، جینا گرشان | [ ۱۵۷ ] | L      |
| J U L Y           | ۲۷       | در جستجوی شوگرمن                            | سونی پیکچرز کلاسیکس                                                                | مالک بنجلول (کارگردان)؛ سیکستو رودریگز | [ ۱۵۸ ] | L      |
| A U G U S T       | ۳        | دفترچه خاطرات یک بی‌عرضه: چله تابستون        | فاکس قرن بیستم                                                                     | David Bowers (کارگردان)؛ Maya Forbes, Wallace Wolodarsky (فیلمنامه‌نویس)؛ زکری گوردون، رابرت کپرون، راچل هاریس، دوون بوستیک، استیو زان | [ ۱۵۹ ] | W      |
| A U G U S T       | ۳        | یادآوری کامل                                | کلمبیا پیکچرز / ریلیتیویتی مدیا / اوریجینال فیلم                                   | لن وایزمن (کارگردان)؛ کرت ویمر، مارک بامبک (فیلمنامه‌نویس)؛ کالین فارل، جسیکا بیل، برایان کرانستون، کیت بکینسیل، بیل نای، جان چو، ایثن هاک، بوکیم وودبین | [ ۱۶۰ ] | W      |
| A U G U S T       | ۳        | ۳۶۰                                         | منگولیا پیکچرز                                                                     | فرناندو میرلس (کارگردان)؛ پیتر مورگان (فیلمنامه‌نویس)؛ ریچل وایس، آنتونی هاپکینز، جود لا، بن فاستر، جمال دبوز، موریتس بلایبتروی | [ ۱۶۱ ] | L      |
| A U G U S T       | ۳        | Celeste and Jesse Forever                   | سونی پیکچرز کلاسیکس                                                                | Lee Toland Krieger (کارگردان)؛ رشیدا جونز، Will McCormack (فیلمنامه‌نویس)؛ رشیدا جونز، اندی سمبرگ، الیجا وود، آری گرینر، Will McCormack، اما رابرتس، اریک کریستین اولسن | [ ۱۶۲ ] | L      |
| A U G U S T       | ۸        | امید می‌روید                                 | کلمبیا پیکچرز / ماندیت پیکچرز / Escape Artists / مترو گلدوین مایر                  | دیوید فرانکل (کارگردان)؛ ونسا تیلور (فیلمنامه‌نویس)؛ مریل استریپ، تامی لی جونز، استیو کارل، میمی راجرز، الیزابت شو، جین اسمارت، Brett Rice، دامیان یانگ | [ ۱۶۳ ] | W      |
| A U G U S T       | ۱۰       | میراث بورن                                  | یونیورسال استودیوز / ریلیتیویتی مدیا                                               | تونی گیلروی (کارگردان/فیلمنامه‌نویس)؛ دن گیلروی (فیلمنامه‌نویس)؛ جرمی رنر، ریچل وایس، ادوارد نورتون، اسکار آیزاک، جوآن آلن، آلبرت فینی، استیسی کیچ، اسکات گلن | [ ۱۶۴ ] | W      |
| A U G U S T       | ۱۰       | کمپین                                       | برادران وارنر / Gary Sanchez Productions                                           | جی روچ (کارگردان)؛ Chris Henchy, Shawn Harwell (فیلمنامه‌نویس)؛ ویل فرل، زک گالیفیناکیس، جیسون سودیکیس، کاترین لاناسا، دیلان مک‌درموت، جان لیسگو، دن اکروید، برایان کاکس، پی. جی. برن | [ ۱۶۵ ] | W      |
| A U G U S T       | ۱۰       | دو روز در نیویورک                           | منگولیا پیکچرز                                                                     | ژولی دلپی (کارگردان/فیلمنامه‌نویس)؛ Alexia Landeau, Alexandre Nahon (فیلمنامه‌نویس)؛ ژولی دلپی، کریس راک، Albert Delpy, Alexia Landeau, Alex Nahon | [ ۱۶۶ ] | L      |
| A U G U S T       | ۱۵       | زندگی عجیب تیموتی گرین                      | والت دیزنی پیکچرز                                                                  | پیتر هجز (کارگردان/فیلمنامه‌نویس)؛ جنیفر گارنر، جوئل اجرتون، C.J. Adams، ران لیوینگستون، دایان ویست، اودیا راش، رزمری دویت، لین-منوئل میرندا، ام امت والش، لوئیس اسمیت، کامن (رپر) | [ ۱۶۷ ] | W      |
| A U G U S T       | ۱۵       | زمانی تایگر وجود داشت                       | یاش راج فیلمز                                                                      | کبیر خان (کارگردان) (کارگردان/فیلمنامه‌نویس)؛ Neelesh Misra (فیلمنامه‌نویس)؛ سلمان خان، کاترینا کایف | [ ۱۶۸ ] | L      |
| A U G U S T       | ۱۷       | بی‌مصرف‌ها ۲                                  | لاینزگیت فیلمز / Millennium Films / Nu Image                                       | سایمون وست (کارگردان)، سیلوستر استالونه، Richard Wenk (فیلمنامه‌نویس)؛ سیلوستر استالونه، جیسون استاتهام، جت لی، دولف لاندگرن، چاک نوریس، ژان کلود ون دام، بروس ویلیس، آرنولد شوارتزنگر، تری کروس، رندی کوچار، لیام همسورث، اسکات ادکینز، یو نان                                                        | [ ۱۶۹ ] | W      |
| A U G U S T       | ۱۷       | پارانورمن                                   | فوکس فیچرز / لایکا (شرکت)                                                          | کریس باتلر (کارگردان/فیلمنامه‌نویس)؛ Sam Fell (کارگردان)؛ کدی اسمیت-مک‌فی، تاکر البریزی، آنا کندریک، کیسی افلک، کریستوفر مینتس-پلس، لزلی من، جف گارلین، الین استریچ، برنارد هیل، جان گودمن | [ ۱۷۰ ] | W      |
| A U G U S T       | ۱۷       | Sparkle                                     | ترایستار پیکچرز / Stage 6 Films                                                    | Salim Akil (کارگردان)؛ Mara Brock Akil (فیلمنامه‌نویس)؛ جردین اسپارکس، ویتنی هیوستون، درک لوک، مایک اپس، کارمن اجوگو، تیکا سومپتر، عمری هاردویک، سیلو گرین، کورتیس آرمسترانگ، Terrence J، Tamela Mann، مایکل بیچ                                                                                       | [ ۱۷۱ ] | W      |
| A U G U S T       | ۱۷       | انطباق                                      | منگولیا پیکچرز                                                                     | کراگ زوبل (کارگردان/فیلمنامه‌نویس)؛ آن داود، دریما واکر، پت هیلی (هنرپیشه)، بیل کمپ، اشلی اتکینسن، Phillip Ettinger | [ ۱۷۲ ] | L      |
| A U G U S T       | ۱۷       | کازموپلیس                                   | انترتینمنت وان                                                                     | دیوید کراننبرگ (کارگردان/فیلمنامه‌نویس)؛ رابرت پتینسون، ژولیت بینوش، سارا گدون، متیو آمالریک، جی باروشل، کوین دورند، کینان، امیلی همپشر، سامانتا مورتون، پل جیاماتی | [ ۱۷۳ ] | L      |
| A U G U S T       | ۱۷       | Robot & Frank                               | ساموئل گلدوین فیلمز                                                                | Jake Schreier (کارگردان)؛ Christopher Ford (فیلمنامه‌نویس)؛ فرانک لانگلا، سوزان ساراندون، جیمز مارسدن، لیو تایلر، پیتر سارسگارد، جرمی سیستو، جرمی استرانگ | [ ۱۷۴ ] | L      |
| A U G U S T       | ۲۲       | Hit and Run                                 | اوپن رود فیلمز                                                                     | دکس شپارد (کارگردان/فیلمنامه‌نویس)؛ David Palmer (کارگردان)؛ دکس شپارد، کریستن بل، بردلی کوپر، توماس آرنلد، کریستن چنووس، بو بریجز، دیوید کوچنر، جوی برایانت، رایان هانسن، جیسون بیتمن، شان هایس، مایکل روزنبام                                                                                        | [ ۱۷۵ ] | W      |
| A U G U S T       | ۲۴       | شبح                                         | برادران وارنر / دارک کسل اینترتینمنت / استودیو بابلسبرگ                            | Todd Lincoln (کارگردان/فیلمنامه‌نویس)؛ اشلی گرین، سباستین استن، تام فلتون | [ ۱۷۶ ] | W      |
| A U G U S T       | ۲۴       | نهایت سرعت                                  | کلمبیا پیکچرز                                                                      | دیوید کپ (کارگردان/فیلمنامه‌نویس)؛ John Kamps (فیلمنامه‌نویس)؛ جوزف گوردون لویت، مایکل شنون، دانیا رامیرز، Wolé Parks، جمی چانگ، آصف مندوی | [ ۱۷۷ ] | W      |
| A U G U S T       | ۲۹       | بی‌قانون                                     | واینستین کمپانی / مایکل بنارویا / داگلاس ویک / آناپورنا پیکچرز                     | جان هیلکات (کارگردان)؛ نیک کیو (فیلمنامه‌نویس)؛ شایا لباف، تام هاردی، جیسون کلارک، گای پیرس، گری اولدمن، میا واشیکوفسکا، جسیکا چستین، دین دی‌هان | [ ۱۷۸ ] | W      |
| A U G U S T       | ۲۹       | The Oogieloves in the Big Balloon Adventure | Romar 41                                                                           | Matthew Diamond (کارگردان)؛ Scott Stabile (فیلمنامه‌نویس)؛ تونی برکستون، کلوریس لیچمن، کریستوفر لوید، چاز پالمینتری، کری الویس، جیمی پرسلی | [ ۱۷۹ ] | W      |
| A U G U S T       | ۲۹       | The Ambassador                              | Drafthouse Films                                                                   | Mads Brügger (کارگردان) | [ ۱۸۰ ] | L      |
| A U G U S T       | ۳۱       | تسخیر                                       | لاینزگیت فیلمز / Ghost House Pictures                                              | Ole Bornedal (کارگردان)؛ Juliet Snowden, Stiles White (فیلمنامه‌نویس)؛ جفری دین مورگان، کیرا سجویک | [ ۱۸۱ ] | W      |
| A U G U S T       | ۳۱       | واسه داشتن یه زمان خوش، تماس بگیرید…        | فوکس فیچرز                                                                         | جیمی تراویز (کارگردان)؛ Katie Anne Naylon، لورن میلر (فیلمنامه‌نویس)؛ آری گرینر، ست روگن، Lauren Anne Miller، جاستین لانگ، مارک وبر، جیمز واک | [ ۱۸۲ ] | L      |
| S E P T E M B E R | ۷        | نور سرد روز                                 | سامیت انترتینمنت / Intrepid Pictures                                               | مبروک المکری (کارگردان)؛ John Petro, Scott Wiper (فیلمنامه‌نویس)؛ هنری کویل، بروس ویلیس، سیگورنی ویور، ورونیکا اچگی، رشدی زیم، اسکار جانادا، جوزف ماول | [ ۱۸۳ ] | W      |
| S E P T E M B E R | ۷        | کلمات                                       | سی‌بی‌اس فیلمز                                                                       | برایان کلاگمن، Lee Sternthal (کارگردانان/فیلمنامه‌نویسان)؛ بردلی کوپر، جرمی آیرونز، زویی سالدانا، دنیس کواید، اولیویا وایلد، بن بارنز | [ ۱۸۴ ] | W      |
| S E P T E M B E R | ۷        | مهاجمان صندوق گمشده                         | پارامونت پیکچرز / لوکاس فیلم                                                       | استیون اسپیلبرگ (کارگردان)؛ لارنس کاسدان (فیلمنامه‌نویس)؛ هریسون فورد، جان ریس-دیویس، کارن آلن، پل فریمن، آلفرد مولینا، دنهلم الیوت، رونالد لیسی، وولف کالر، آنتونی هیگینز، Vic Tablian, Don Fellows, Fred Sorenson                                                                                    | [ ۱۸۵ ] | R      |
| S E P T E M B E R | ۷        | آنا کارنینا                                 | فوکس فیچرز                                                                         | جو رایت (کارگردان)؛ تام استاپارد (فیلمنامه‌نویس)؛ کیرا نایتلی، جود لا، آرون تایلر-جانسون، کلی مکدونالد، متیو مک‌فادین، اولیویا ویلیامز، امیلی واتسون، آلیسیا ویکاندر، روث ویلسون، دامنل گلیسون | [ ۱۸۶ ] | L      |
| S E P T E M B E R | ۷        | Detropia                                    | Roco Films / ITVS                                                                  | Heidi Ewing, Rachel Grady (کارگردانان) | [ ۱۸۷ ] | L      |
| S E P T E M B E R | ۷        | راز ۳                                       | Vishesh Films                                                                      | ویکرام بات (کارگردان)؛ Shagufta Rafique (فیلمنامه‌نویس)؛ بیپاشا باسو، عمران هاشمی، اشا گوپتا | [ ۱۸۸ ] | L      |
| S E P T E M B E R | ۱۴       | رزیدنت ایول: قصاص                           | اسکرین جمز / ساموئل حدیدا / Impact Pictures / Constantin Film                      | پل دبلیو. اس. اندرسون (کارگردان/فیلمنامه‌نویس)؛ میلا یوویچ، سیه‌نا گیلری، کالین سالمون، بوریس کوجو، میشل رودریگز، شان رابرتس، یوهان اورب، کوین دورند، لی بینگ‌بینگ | [ ۱۸۹ ] | W      |
| S E P T E M B E R | ۱۴       | در جستجوی نمو                               | والت دیزنی پیکچرز / پیکسار                                                         | اندرو استنتون (کارگردان/فیلمنامه‌نویس)؛ لی آنکریچ (کارگردان)؛ باب پیترسون (فیلم‌ساز)، David Reynolds (فیلمنامه‌نویس)؛ الکساندر گلد، آلبرت بروکس، الن دی‌جنرس، ویلم دفو، بری هامفریز، اریک بانا، بروس اسپنس، الیسون جنی، الیزابت پرکینز، جفری راش، براد گرت، آستین پندلتن، استیون روت، ویکی لوئیس، جو رنفت | [ ۱۹۰ ] | R      |
| S E P T E M B E R | ۱۴       | آربیتراژ                                    | رودساید اترکشنز                                                                    | Nicholas Jarecki (کارگردان/فیلمنامه‌نویس)؛ ریچارد گی‌یر، سوزان ساراندون، تیم راث، بریت مارلینگ، لتیسیا کاستا، نیت پارکر | [ ۱۹۱ ] | L      |
| S E P T E M B E R | ۱۴       | برفی!                                       | UTV Motion Pictures                                                                | آنوراگ باسو (کارگردان/Screenplay)؛ رانبیر کاپور، پریانکا چوپرا، ایلیانا دی‌کروز | [ ۱۹۲ ] | L      |
| S E P T E M B E R | ۱۴       | استاد                                       | واینستین کمپانی / آناپورنا پیکچرز                                                  | پل توماس اندرسن (کارگردان/فیلمنامه‌نویس)؛ فیلیپ سیمور هافمن، واکین فینیکس، جسی پلمونس، دیوید وارشوفسکی، ایمی آدامز، رامی ملک، امبر چایلدرز | [ ۱۹۳ ] | L      |
| S E P T E M B E R | ۱۴       | دزدیده‌شده                                   | Millennium Films                                                                   | سایمون وست (کارگردان)؛ David Guggenheim (فیلمنامه‌نویس)؛ نیکلاس کیج، مالین اکرمان، جاش لوکاس، دنی هوستون | [ ۱۹۴ ] | L      |
| S E P T E M B E R | ۲۰       | عشق                                         | سونی پیکچرز کلاسیکس                                                                | میشائل هانکه (کارگردان/فیلمنامه‌نویس)؛ ژان-لویی ترنتینیان، امانوئل ریوا | [ ۱۹۵ ] | L      |
| S E P T E M B E R | ۲۱       | درد                                         | لاینزگیت فیلمز / Reliance Entertainment                                            | پیت تراویس (کارگردان)؛ الکس گارلند (فیلمنامه‌نویس)؛ کارل اربن، اولیویا ترلبی، لینا هیدی، وود هریس | [ ۱۹۶ ] | W      |
| S E P T E M B E R | ۲۱       | آخرین گشت                                   | اوپن رود فیلمز / Exclusive Media / Emmett/Furla Films                              | دیوید آیر (کارگردان/فیلمنامه‌نویس)؛ جیک جیلنهال، مایکل پنیا، آنا کندریک، فرانک گریلو، آمریکای فررا، کودی هورن | [ ۱۹۷ ] | W      |
| S E P T E M B E R | ۲۱       | خانه‌ای در پایان جاده                        | ریلیتیویتی مدیا / Rogue Pictures / FilmNation Entertainment / A Bigger Boat        | مارک تاندرای (کارگردان)؛ David Loucka (فیلمنامه‌نویس)؛ جنیفر لارنس، الیزابت شو، مکس تیریوت، گیل بیلاز | [ ۱۹۸ ] | W      |
| S E P T E M B E R | ۲۱       | مشکلی با منحنی                              | برادران وارنر                                                                      | رابرت لورنتس (کارگردان)؛ Randy Brown (فیلمنامه‌نویس)؛ کلینت ایستوود، ایمی آدامز، متیو لیلارد، جاستین تیمبرلیک، جان گودمن، رابرت پاتریک، اسکات ایستوود، Matt Bush | [ ۱۹۹ ] | W      |
| S E P T E M B E R | ۲۱       | Diana Vreeland: The Eye Has to Travel       | ساموئل گلدوین فیلمز                                                                | Lisa Immordino Vreeland, Bent-Jorgan Perlmutt, Frederic Tcheng (کارگردانان)؛ | [ ۲۰۰ ] | L      |
| S E P T E M B E R | ۲۱       | Head Games                                  | Variance Films                                                                     | استیو جیمز (تهیه‌کننده) (کارگردان)؛ Christopher Nowinski، باب کاستا، Keith Primeau | [ ۲۰۱ ] | L      |
| S E P T E M B E R | ۲۱       | مزایای گوشه‌گیر بودن                         | سامیت انترتینمنت                                                                   | استیون شباسکی (کارگردان/فیلمنامه‌نویس)؛ اما واتسون، لوگان لرمن، می ویتمن، نینا دوبرو، جانی سیمونز، دیلان مک‌درموت، پل راد، ازرا میلر، کیت والش | [ ۲۰۲ ] | L      |
| S E P T E M B E R | ۲۷       | Magical Mystery Tour                        | Omniverse Vision / Apple Corps / بی‌بی‌سی                                            | برنارد نوولز، بیتلز (کارگردانان)؛ بیتلز (فیلمنامه‌نویس)؛ جان لنون، پل مک‌کارتنی، جرج هریسون، and رینگو استار، Jessie Robins, Vivian Stanshall, Victor Spinetti, Mal Evans, Ivor Cutler, Derek Royle | [ ۲۰۳ ] | R      |
| S E P T E M B E R | ۲۸       | هتل ترانسیلوانیا                            | کلمبیا پیکچرز / سونی پیکچرز انیمیشن                                                | گندی تارتاکوفسکی (کارگردان)؛ Don Rhymer (فیلمنامه‌نویس)؛ آدام سندلر، اندی سمبرگ، سلنا گومز، کوین جیمز، استیو بوشمی، سیلو گرین، دیوید اسپید، فرن درشر، مالی شنون، جان لاویتس، لونل، آدام سندلر | [ ۲۰۴ ] | W      |
| S E P T E M B E R | ۲۸       | لوپر                                        | ترایستار پیکچرز / فیلم‌دیستریکت                                                     | ریان جانسون (کارگردان/فیلمنامه‌نویس)؛ جوزف گوردون لویت، بروس ویلیس، امیلی بلانت، پل دینو، نوآ سیگان، جف دانیلز، پایپر پرابو | [ ۲۰۵ ] | W      |
| S E P T E M B E R | ۲۸       | Won't Back Down                             | فاکس قرن بیستم / رسانه والدن                                                       | دانیل بارنز (کارگردان/فیلمنامه‌نویس)؛ Brin Hill (فیلمنامه‌نویس)؛ وایولا دیویس، مگی جیلنهال، هالی هانتر، وینگ ریمز، رزی پرز | [ ۲۰۶ ] | W      |
| S E P T E M B E R | ۲۸       | The Waiting Room                            | International Film Circuit                                                         | Peter Nicks (کارگردان)؛ | [ ۲۰۷ ] | L      |

### اکتبر-دسامبر
| افتتاحیه        | افتتاحیه | عنوان                            | استودیو                                                                                 | عوامل تولید | منبع    | انتشار |
| --------------- | -------- | -------------------------------- | --------------------------------------------------------------------------------------- | --- | ------- | ------ |
| O C T O B E R   | ۵        | فرنکن‌وینی                        | والت دیزنی پیکچرز                                                                       | تیم برتون (کارگردان)؛ جان اوگست (فیلمنامه‌نویس)؛ وینونا رایدر، مارتین لاندو، مارتین شورت، کاترین اوهارا، چارلی تاهان، آتیکوس شفر، رابرت کپرون، کونچتا فرل | [ ۲۰۸ ] | W      |
| O C T O B E R   | ۵        | آوازخوان حرفه‌ای                  | یونیورسال استودیوز                                                                      | جیسون مور (کارگردان) (کارگردان)؛ Kay Cannon, Jeff Roda (فیلمنامه‌نویس)؛ آنا کندریک، آنا کمپ، ربل ویلسون، آدام دیواین، الکسیس نپ، بریتنی اسنو، فردی استروما | [ ۲۰۹ ] | W      |
| O C T O B E R   | ۵        | ربوده‌شده ۲                       | فاکس قرن بیستم / اروپاکورپ                                                              | الیویر مگاتن (کارگردان)؛ لوک بسون، رابرت مارک کامن (فیلمنامه‌نویس)؛ لیام نیسون، فامکه یانسن، مگی گریس، راده شربه‌جیا، لوک گریمز | [ ۲۱۰ ] | W      |
| O C T O B E R   | ۵        | It's Such a Beautiful Day        | Cinemad Presents                                                                        | Don Hertzfeldt (کارگردان/فیلمنامه‌نویس) | [ ۲۱۱ ] | L      |
| O C T O B E R   | ۵        | پرتقال‌ها                         | ATO Pictures                                                                            | Julian Farino (کارگردان)؛ Ian Helfer, Jay Reiss (فیلمنامه‌نویس)؛ هیو لوری، لیتون میستر، کاترین کینر، آدام برودی، عالیه شوکت، اولیور پلات، الیسون جنی | [ ۲۱۲ ] | L      |
| O C T O B E R   | ۵        | پسر روزنامه فروش                 | Millennium Films                                                                        | لی دنیلز (کارگردان/فیلمنامه‌نویس)؛ زک افران، متیو مک‌کانهی، نیکول کیدمن، جان کیوسک، دیوید اویلوو، اسکات گلن | [ ۲۱۳ ] | L      |
| O C T O B E R   | ۱۲       | آرگو                             | برادران وارنر / جی کی فیلمز                                                             | بن افلک (کارگردان)؛ کریس تریو (فیلمنامه‌نویس)؛ بن افلک، جان گودمن، آلن آرکین، برایان کرانستون، ویکتور گاربر | [ ۲۱۴ ] | W      |
| O C T O B E R   | ۱۲       | اینم از پول                      | کلمبیا پیکچرز                                                                           | فرانک کوراکی (کارگردان)؛ Allan Loeb، کوین جیمز (فیلمنامه‌نویس)؛ کوین جیمز، سلما هایک، هنری وینکلر، جو روگان | [ ۲۱۵ ] | W      |
| O C T O B E R   | ۱۲       | هفت روانی                        | سی‌بی‌اس فیلمز                                                                            | مارتین مک‌دونا (کارگردان/فیلمنامه‌نویس)؛ کالین فارل، مایکل پیت، مایکل استولبارگ، سم راکول، کریستوفر واکن، وودی هارلسون، هری دین استنتون، Long Nguyen، تام ویتس، Amanda Warren، ابی کورنیش، گبوری سیدیبی، Linda Bright Clay، اولگا کوریلنکو | [ ۲۱۶ ] | W      |
| O C T O B E R   | ۱۲       | شوم                              | سامیت انترتینمنت / آلیانس فیلمز / بلوم هاوس پروداکشنز                                   | اسکات دریکسون (کارگردان/فیلمنامه‌نویس)؛ رابرت کرگیل (فیلمنامه‌نویس)؛ ایثن هاک، جولیت رایلنس، فرد تامپسون، وینسنت دن آفریو | [ ۲۱۷ ] | W      |
| O C T O B E R   | ۱۲       | ۳٬۲،1... Frankie Go Boom         | Variance Films                                                                          | Jordan Roberts (کارگردان/فیلمنامه‌نویس)؛ چارلی هونام، کریس اودوود، لیزی کاپلان، نورا دان، ویتنی کامینگز، ران پرلمن، کریس نوت | [ ۲۱۸ ] | L      |
| O C T O B E R   | ۱۲       | Nobody Walks                     | منگولیا پیکچرز                                                                          | رای روسو یانگ (کارگردان/فیلمنامه‌نویس)، لینا دانم (فیلمنامه‌نویس)؛ جان کرازینسکی، اولیویا ترلبی، رزمری دویت، India Ennenga، جاستین کرک | [ ۲۱۹ ] | L      |
| O C T O B E R   | ۱۲       | سیاه‌مست                          | سونی پیکچرز کلاسیکس                                                                     | جیمز پانسولت (کارگردان/فیلمنامه‌نویس)؛ Susan Burke (فیلمنامه‌نویس)؛ مری الیزابت وینستد، آرون پال، اکتاویا اسپنسر، نیک آفرمن، مگان مولالی | [ ۲۲۰ ] | L      |
| O C T O B E R   | ۱۷       | هولی موتورز                      | Indomina Releasing                                                                      | لئوس کاراکس (کارگردان/فیلمنامه‌نویس)؛ دونی لوان، ادیت اسکوب، اوا مندس، کایلی مینوگ | [ ۲۲۱ ] | L      |
| O C T O B E R   | ۱۹       | الکس کراس                        | سامیت انترتینمنت                                                                        | راب کوهن (کارگردان)؛ جیمز پترسون، Kerry Williamson, Marc Moss (فیلمنامه‌نویس)؛ تایلر پری، متیو فاکس، ریچل نیکولز، ادوارد برنز، ژان رنو، جیانکارلو اسپوزیتو | [ ۲۲۲ ] | W      |
| O C T O B E R   | ۱۹       | فعالیت فراطبیعی ۴                | پارامونت پیکچرز                                                                         | Ariel Schulman, Henry Joost (کارگردانان)؛ Zack Estrin (فیلمنامه‌نویس)؛ کاترین نیوتون، کیتی فدرستن | [ ۲۲۳ ] | W      |
| O C T O B E R   | ۱۹       | جلسه‌ها                           | فاکس سرچلایت پیکچرز                                                                     | بن لوین (کارگردان/فیلمنامه‌نویس)؛ جان هاکس، هلن هانت، ویلیام اچ میسی، مون بلودگود | [ ۲۲۴ ] | L      |
| O C T O B E R   | ۲۶       | Chasing Mavericks                | فاکس قرن بیستم / رسانه والدن                                                            | کرتیس هنسن، مایکل اپتد (کارگردانان)؛ Kario Salem (فیلمنامه‌نویس)؛ جرارد باتلر، جانی وستن، الیزابت شو، ابیگیل اسپنسر | [ ۲۲۵ ] | W      |
| O C T O B E R   | ۲۶       | کلاود اطلس                       | برادران وارنر                                                                           | تام تیکور، واچوفسکی‌ها، واچوفسکی‌ها (کارگردانان/فیلمنامه‌نویسان)؛ تام هنکس، جیم استرجس، دیوید گیسی، جیم برودبنت، بن ویشاو، هلی بری، هیو گرانت، بائه دونا، هوگو ویوینگ | [ ۲۲۶ ] | W      |
| O C T O B E R   | ۲۶       | اندازه بامزه                     | پارامونت پیکچرز / نیکلودئون موویز                                                       | جاش شوارتز (کارگردان)؛ Max Werner (فیلمنامه‌نویس)؛ ویکتوریا جاستیس، جین لوی، توماس مک دونل، توماس من، چلسی هندلر، توماس میدلتیچ، Jackson Nicoll، اسریک چاو، ریکی لیندهوم، جانی ناکسویل، جاش پنس، آنا گستایر، Kerri Kenney-Silver, Patrick de Ledebur, James Pumphrey، هولمز آزبرن، Annie Fitzpatrick، پیتر توئی‌آساسوپا، ویلیام بلی، ابی الیوت، Cooper Ross | [ ۲۲۷ ] | W      |
| O C T O B E R   | ۲۶       | سایلنت هیل: مکاشفات              | اوپن رود فیلمز                                                                          | Michael J. Bassett (کارگردان/فیلمنامه‌نویس)؛ آدلاید کلمنس، شان بین، رادا میشل، کیت هرینگتون، کری-ان ماس، مالکوم مک‌داول، دبورا کارا آنگر، مارتین دونوان | [ ۲۲۸ ] | W      |
| O C T O B E R   | ۲۶       | اسکای‌فال                         | کلمبیا پیکچرز / مترو گلدوین مایر                                                        | سم مندس (کارگردان)؛ Neal Purvis and Robert Wade، جان لوگان (نویسنده) (فیلمنامه‌نویس)؛ دنیل کریگ، رالف فاینز، جودی دنچ، برنیس مارلو، نائومی هریس، خاویر باردم، بن ویشاو، آلبرت فینی | [ ۲۲۹ ] | W      |
| O C T O B E R   | ۲۶       | Pusher                           | واینستین کمپانی                                                                         | Luis Prieto (کارگردان)؛ Matthew Read (فیلمنامه‌نویس)؛ ریچارد کویل، زلاتکو بوریچ | [ ۲۳۰ ] | L      |
| N O V E M B E R | ۲        | پرواز                            | پارامونت پیکچرز                                                                         | رابرت زمکیس (کارگردان)؛ جان گاتینز (فیلمنامه‌نویس)؛ دنزل واشینگتن، برایان گراتی، نیدین ولاسکز، بروس گرینوود، جان گودمن، کلی رایلی، دان چیدل، ملیسا لیو | [ ۲۳۱ ] | W      |
| N O V E M B E R | ۲        | مردی با مشت‌های آهنین             | یونیورسال استودیوز                                                                      | رزا (رپر) (کارگردان/فیلمنامه‌نویس)؛ الی راث (فیلمنامه‌نویس)؛ راسل کرو، لوسی لیو، دیوید باتیستا، رزا (رپر)، بایرون من، کانگ لی، ریک یان | [ ۲۳۲ ] | W      |
| N O V E M B E R | ۲        | رالف خرابکار                     | والت دیزنی پیکچرز / والت دیزنی انیمیشن استودیو                                          | ریچ مور (کارگردان)؛ جنیفر لی (فیلم‌ساز)، Phil Johnston (فیلمنامه‌نویس)؛ جان سی ریلی، سارا سیلورمن، جک مک‌بریر، جین لینچ، آلن تودیک، میندی کالینگ، اد اونیل | [ ۲۳۳ ] | W      |
| N O V E M B E R | ۲        | Amber Alert                      | Wrekin Hill Entertainment                                                               | Kerry Bellessa (کارگردان/فیلمنامه‌نویس)؛ Joshua Oram (فیلمنامه‌نویس)؛ Summer Bellessa, Chris Hill, Jasen Wade | [ ۲۳۴ ] | L      |
| N O V E M B E R | ۲        | خلیج                             | لاینزگیت / رودساید اترکشنز / آلیانس فیلمز                                               | بری لوینسون (کارگردان)؛ Michael Wallach (فیلمنامه‌نویس)؛ ویل راجرز، کریستن کانلی، کتر داناهیو، Frank Deal, Stephen Nunken، کریستوفر دنهام، Nansi Aluka | [ ۲۳۵ ] | L      |
| N O V E M B E R | ۲        | The Details                      | واینستین کمپانی                                                                         | Jacob Aaron Estes (کارگردان)؛ توبی مگوایر، الیزابت بنکس، دنیس هیزبرت، ری لیوتا، کری واشینگتن، لورا لینی | [ ۲۳۶ ] | L      |
| N O V E M B E R | ۲        | A Late Quartet                   | انترتینمنت وان                                                                          | Yaron Zilberman (کارگردان/فیلمنامه‌نویس)؛ Seth Grossman (فیلمنامه‌نویس)؛ فیلیپ سیمور هافمن، کاترین کینر، کریستوفر واکن، ایموجن پوتس | [ ۲۳۷ ] | L      |
| N O V E M B E R | ۲        | A Liar's Autobiography           | Trinity                                                                                 | Bill Jones، جف سیمپسون، Ben Timlett (کارگردانان)؛ گراهام چپمن، جان کلیز، کامرون دیاز، تری گیلیام، مایکل پیلین، اریک آیدل | [ ۲۳۸ ] | L      |
| N O V E M B E R | ۲        | North Sea Texas                  | Strand Releasing                                                                        | Bavo Defurne (کارگردان)؛ Jelle Florizoone, Mathias Vergels, Eva Van Der Gucht, Katelijne Damen, Noor Ben Taouet | [ ۲۳۹ ] | L      |
| N O V E M B E R | ۲        | اینجا باید همان‌جا باشد           | واینستین کمپانی                                                                         | پائولو سورنتینو (کارگردان/فیلمنامه‌نویس)؛ Umberto Contarello (فیلمنامه‌نویس)؛ شان پن، فرانسیس مک‌دورمند | [ ۲۴۰ ] | L      |
| N O V E M B E R | ۹        | In Their Skin                    | آی‌اف‌سی فیلمز                                                                            | Jeremy Power Regimbal (کارگردان)؛ جاشوا کلوز (فیلمنامه‌نویس)؛ سلما بلر، جیمز دارسی | [ ۲۴۱ ] | L      |
| N O V E M B E R | ۹        | لینکلن ₪                         | تاچ‌استون پیکچرز / دریم‌ورکس / فاکس قرن بیستم / Reliance Entertainment / رسانه پارتیکیپنت | استیون اسپیلبرگ (کارگردان)؛ تونی کوشنر (فیلمنامه‌نویس)؛ دانیل دی-لوئیس، دیوید استراترن، هال هالبروک، سالی فیلد، جوزف گوردون لویت، جیمز اسپیدر، جان هاکس، تیم بلیک نلسون، جرد هریس، تامی لی جونز | [ ۲۴۲ ] | L      |
| N O V E M B E R | ۱۳       | تا وقتی که زنده‌ام                | یاش راج فیلمز                                                                           | یاش چوپرا (کارگردان)؛ آدیتیا چوپرا، Devika Bhagat (فیلمنامه‌نویس)؛ شاهرخ خان، انوشکا شارما، کاترینا کایف | [ ۲۴۳ ] | L      |
| N O V E M B E R | ۱۶       | گرگ‌ومیش: سپیده‌دم - قسمت دوم      | سامیت انترتینمنت                                                                        | بیل کاندن (کارگردان)؛ ملیسا روزنبرگ (فیلمنامه‌نویس)؛ کریستن استوارت، رابرت پتینسون، مایکل شین، مک‌کنزی فوی، بیلی برک، اشلی گرین، تیلور لاتنر، داکوتا فانینگ | [ ۲۴۴ ] | W      |
| N O V E M B E R | ۱۶       | Chasing Ice                      | انجمن نشنال جئوگرافیک                                                                   | Jeff Orlowski (کارگردان) | [ ۲۴۵ ] | L      |
| N O V E M B E R | ۱۶       | دفترچه امیدبخش                   | واینستین کمپانی                                                                         | دیوید او. راسل (کارگردان/فیلمنامه‌نویس)؛ بردلی کوپر، جنیفر لارنس، Brea Bee، رابرت دنیرو، جکی ویور، جان اورتیز، جولیا استایلز، انوپم کهیر، کریس تاکر | [ ۲۴۶ ] | L      |
| N O V E M B E R | ۲۱       | زندگی پی                         | فاکس قرن بیستم                                                                          | انگ لی (کارگردان)؛ دیوید مگی (فیلمنامه‌نویس)؛ سورج شارما، Ayush Tandon، عرفان خان، ژرار دوپاردیو | [ ۲۴۷ ] | W      |
| N O V E M B E R | ۲۱       | سحرگاه سرخ                       | فیلم‌دیستریکت / اوپن رود فیلمز                                                           | Dan Bradley (کارگردان)؛ Carl Ellsworth, Jeremy Passmore, Vincent Newman، تونی گیلروی (فیلمنامه‌نویس)؛ ویل یان لی، کریس همسورث، جاش پک، آدریان پالیکی، جاش هاچرسون، ایزابل لوکاس، تام کروز، جفری دین مورگان | [ ۲۴۸ ] | W      |
| N O V E M B E R | ۲۱       | ظهور نگهبانان                    | پارامونت پیکچرز / دریم‌ورکس انیمیشن                                                      | Peter Ramsey (کارگردان)؛ دیوید لیندسی-آبیر (فیلمنامه‌نویس)؛ کریس پاین، الک بالدوین، هیو جکمن، آیلا فیشر، جود لا | [ ۲۴۹ ] | W      |
| N O V E M B E R | ۲۱       | Nativity 2: Danger in the Manger | بی‌بی‌سی فیلمز                                                                            | Debbie Isitt (کارگردان)؛ دیوید تننت، جوانا پیج، Marc Wootton، پم فریس، Jake Pratt, Bessie Cursons | [ ۲۵۰ ] | L      |
| N O V E M B E R | ۲۳       | هیچکاک                           | فاکس سرچلایت پیکچرز / The Montecito Picture Company                                     | Sacha Gervasi (کارگردان)؛ جان مک‌لافلین (فیلمنامه‌نویس)؛ آنتونی هاپکینز، هلن میرن، میکائیل وینکات، اسکارلت جوهانسون، جسیکا بیل، جیمز دارسی، تونی کولت، کرتوود اسمیت | [ ۲۵۱ ] | L      |
| N O V E M B E R | ۳۰       | کولکشن                           | ال‌دی اینترتینمنت                                                                        | مارکوس دانستن (کارگردان)؛ مارکوس دانستن، پاتریک ملتون (فیلمنامه‌نویس)؛ جاش استوارت، Emma Fitzpatrick | [ ۲۵۲ ] | W      |
| N O V E M B E R | ۳۰       | کشتار با لطافت                   | واینستین کمپانی / پلن بی انترتینمنت / آناپورنا پیکچرز                                   | اندرو دامینیک (کارگردان/فیلمنامه‌نویس)؛ برد پیت، Vincent Curatola، اسکوت مک‌نری، بن مندلسون، ری لیوتا، ریچارد جنکینز، جیمز گاندولفینی | [ ۲۵۳ ] | W      |
| N O V E M B E R | ۳۰       | تلاش: پاسخ دروغ پنهان            | Reliance Big Pictures                                                                   | Reema Kagti (کارگردان/فیلمنامه‌نویس)؛ زویا اختر (فیلمنامه‌نویس)؛ عامر خان، رانی موکرجی، کارینا کاپور، نوازالدین صدیقی | [ ۲۵۴ ] | L      |
| D E C E M B E R | ۷        | بازی برای یادگاری                | فیلم‌دیستریکت / اوپن رود فیلمز                                                           | گابریل موچینو (کارگردان)؛ Robbie Fox (فیلمنامه‌نویس)؛ جرارد باتلر، اوما تورمن، جسیکا بیل، دنیس کواید، Noah Lomax، جیمز توپر، جودی گریر، کاترین زیتا جونز | [ ۲۵۵ ] | W      |
| D E C E M B E R | ۷        | Bad Kids Go to Hell              | Eagle Films/Phase 4 Films                                                               | Matthew Spradlin (کارگردان)؛ Amanda Alch, Marc Donato, Augie Duke, Roger Edwards, Ali Faulkner, Cameron Deane Stewart، بن برودر، جاد نلسن | [ ۲۵۶ ] | L      |
| D E C E M B E R | ۷        | Cheerful Weather for the Wedding | کپ‌کام                                                                                   | دونالد رایس (کارگردان/فیلمنامه‌نویس)؛ Mary Henely-Magill (فیلمنامه‌نویس)؛ فلیسیتی جونز، لوک تردئوی، الیزابت مک‌گاورن | [ ۲۵۷ ] | L      |
| D E C E M B E R | ۷        | Deadfall                         | منگولیا پیکچرز                                                                          | اشتفان روزویتسکی (کارگردان)؛ Zach Dean (فیلمنامه‌نویس)؛ اریک بانا، اولیویا وایلد، چارلی هونام، سیسی اسپیسک، کریس کریستوفرسون | [ ۲۵۸ ] | L      |
| D E C E M B E R | ۷        | Dino Time                        | سی‌جی اینترتینمنت                                                                        | Yoon-suk Choi, John Kafka (کارگردان)؛ James Greco, Zachary Rosenblatt (فیلمنامه‌نویس)؛ جین لینچ، راب اشنایدر، استیون بالدوین، ویلیام بالدوین، پاملا ادلون، یوری لاونتال، ملانی گریفیث | [ ۲۵۹ ] | L      |
| D E C E M B E R | ۷        | The Fitzgerald Family Christmas  | جشنواره فیلم ترایبکا                                                                    | ادوارد برنز (کارگردان/تهیه‌کننده/نویسنده)؛ کری بیشی; هتر برنس; کانی بریتون; کیتلین فیتزجرالد; آنیتا جیلت; تام گوایری; اد لاتر; مایک مک‌گلون; نوآ امریک | [ ۲۶۰ ] | L      |
| D E C E M B E R | ۷        | Heleno                           | اسکرین مدیا فیلمز                                                                       | Jose Henrique Fonseca (کارگردان/فیلمنامه‌نویس)؛ Felipe Braganca, Fernando Castets (فیلمنامه‌نویس)؛ خودریگو سانتورو | [ ۲۶۱ ] | L      |
| D E C E M B E R | ۷        | Hyde Park on Hudson              | فوکس فیچرز                                                                              | راجر میشل (کارگردان)؛ ریچارد نلسون (فیلمنامه‌نویس)؛ بیل مری، لورا لینی، اولیویا ویلیامز، ساموئل وست، الیویا کلمن، الیزابت ویلسون، الیزابت مارول، النور برون | [ ۲۶۲ ] | L      |
| D E C E M B E R | ۷        | ذخیره مورد علاقه                 | واینستین کمپانی                                                                         | استیون فریرز (کارگردان)؛ D.V. DeVincentis (فیلمنامه‌نویس)؛ بروس ویلیس، ربکا هال، کاترین زیتا جونز، جاشوا جکسون | [ ۲۶۳ ] | L      |
| D E C E M B E R | ۱۴       | هابیت: یک سفر غیرمنتظره          | برادران وارنر / نیو لاین سینما / مترو گلدوین مایر                                       | پیتر جکسون (کارگردان/فیلمنامه‌نویس)؛ فرن والش، فیلیپا بوینس، گی‌یرمو دل تورو (فیلمنامه‌نویس)؛ ریچارد آرمیتاژ، ایان مک‌کلن، مارتین فریمن، هوگو ویوینگ، کیت بلانشت، کریستوفر لی، اندی سرکیس، الیجا وود، ایان هولم، جیمز نسبیت، کن استات | [ ۲۶۴ ] | W      |
| D E C E M B E R | ۱۹       | سفر گناه                         | پارامونت پیکچرز / اسکای‌دنس مدیا                                                         | آن فلچر (کارگردان)؛ Dan Fogelman (فیلمنامه‌نویس)؛ باربارا استرایسند، ست روگن، برت کالن، آدام اسکات (هنرپیشه)، آری گرینر، کیسی ویلسون، کالین هنکس، ایوان استراهاوسکی، جف کوبر، میریام مارگولیس، کتی ناجیمی، دیل دیکی، نورا دان | [ ۲۶۵ ] | W      |
| D E C E M B E R | ۱۹       | شرکت هیولاها 3D                  | والت دیزنی پیکچرز / پیکسار                                                              | پیت داکتر، لی آنکریچ، دیوید سیلورمن (کارگردانان)؛ اندرو استنتون، Daniel Gerson (فیلمنامه‌نویس)؛ جان گودمن، بیلی کریستال، Mary Gibbs، استیو بوشمی، جیمز کابرن، جنیفر تیلی، فرانک اوز | [ ۲۶۶ ] | R      |
| D E C E M B E R | ۱۹       | سی دقیقه پس از نیمه‌شب            | کلمبیا پیکچرز / آناپورنا پیکچرز                                                         | کاترین بیگلو (کارگردان)؛ مارک بول (فیلمنامه‌نویس)؛ جسیکا چستین، کریس پرت، جوئل اجرتون، کایل چندلر، جیسون کلارک، مارک استرانگ، جنیفر ایلی، جیمز گاندولفینی | [ ۲۶۷ ] | L      |
| D E C E M B E R | ۲۱       | سیرک سولیل: جهان‌های دورافتاده    | پارامونت پیکچرز                                                                         | اندرو آدامسون (کارگردان/فیلمنامه‌نویس)؛ Erica Linz, Igor Zaripov, John Clarke | [ ۲۶۸ ] | W      |
| D E C E M B E R | ۲۱       | جک ریچر                          | پارامونت پیکچرز / اسکای‌دنس مدیا                                                         | کریستوفر مک‌کوری (کارگردان/فیلمنامه‌نویس)؛ Josh Olson (فیلمنامه‌نویس)؛ تام کروز، رزمند پایک، دیوید اویلوو، ریچارد جنکینز، الکسیا فاست، ورنر هرتسوک، رابرت دووال | [ ۲۶۹ ] | W      |
| D E C E M B E R | ۲۱       | این است ۴۰                       | یونیورسال استودیوز                                                                      | جاد اپتاو (کارگردان/فیلمنامه‌نویس)؛ پل راد، لزلی من، مود اپتو, آیریس آپاتو، گراهام پارکر، مگان فاکس، چارلین وای، آلبرت بروکس، جان لیسگو، جیسون سیگل، کریس اودوود، ملیسا مک‌کارتی | [ ۲۷۰ ] | W      |
| D E C E M B E R | ۲۱       | غیرممکن                          | سامیت انترتینمنت                                                                        | خوان آنتونیو بایونا (کارگردان)؛ سرخیو گ. سانچس (فیلمنامه‌نویس)؛ نائومی واتس، یوان مک‌گرگور | [ ۲۷۱ ] | L      |
| D E C E M B E R | ۲۱       | Not Fade Away                    | پارامونت وانتاج                                                                         | دیوید چیس (کارگردان/فیلمنامه‌نویس)؛ براد گرت، جیمز گاندولفینی، بلا هیتکوت، کریستوفر مک‌دونالد، مالی پرایس، لیسا لمپنلی، جان ماگارو، جک هیوستون، Will Brill | [ ۲۷۲ ] | L      |
| D E C E M B E R | ۲۵       | جنگوی زنجیرگسسته                 | کلمبیا پیکچرز / واینستین کمپانی                                                         | کوئنتین تارانتینو (کارگردان/فیلمنامه‌نویس)؛ کریستف والتس، جیمی فاکس، لئوناردو دی‌کاپریو، ساموئل ال. جکسون، بروس درن، راس تامبلین، جیمز رمار، دنیس کریستوفر، جیمز روسو، دان استراود، تام ووپت، ام.سی. گینی، رابرت کارادین، Ted Neeley، تام ساوینی، مایکل پارکس، کوئنتین تارانتینو، دان جانسون، جونا هیل                                                      | [ ۲۷۳ ] | W      |
| D E C E M B E R | ۲۵       | بینوایان                         | یونیورسال استودیوز / ریلیتیویتی مدیا / Camack International / ورکینگ تایتل فیلمز        | تام هوپر (کارگردان)؛ ویلیام نیکلسون، Alain Boublil, Claude-Michel Schönberg, Herbert Kretzmer (فیلمنامه‌نویس)؛ هیو جکمن، راسل کرو، ادی ردمین، کلم ویلکینسون، ان هتوی، آماندا سایفرد، سمنتا بارکس، ایزابل آلن، آرون تویت، هلنا بونهام کارتر، ساشا بارون کوهن                                                                                                | [ ۲۷۴ ] | W      |
| D E C E M B E R | ۲۵       | Parental Guidance                | فاکس قرن بیستم / رسانه والدن / چرنین اینترتینمنت                                        | اندی فیکمن (کارگردان)؛ Joe Syracuse, Lisa Addario, Lowell Ganz, Babaloo Mandel (فیلمنامه‌نویس)؛ بیلی کریستال، بت میدلر، مریسا تومی، تام اورت اسکات، بیلی مدیسن، جاشوا راش, Kyle Harrison Breitkopf | [ ۲۷۵ ] | W      |
| D E C E M B E R | ۲۵       | West of Memphis                  | سونی پیکچرز کلاسیکس                                                                     | ایمی جی. برگ (کارگردان)؛ West Memphis Three | [ ۲۷۶ ] | L      |
| D E C E M B E R | ۲۶       | کوارتت                           | واینستین کمپانی                                                                         | داستین هافمن (کارگردان)؛ رونالد هاروود (فیلمنامه‌نویس)؛ مگی اسمیت، تام کورتنی، بیلی کانلی، پائولین کولینز، مایکل گمبون | [ ۲۷۷ ] | L      |
| D E C E M B E R | ۲۶       | تابو                             | Adopt Films                                                                             | میگل گومیس (کارگردان/فیلمنامه‌نویس)؛ Mariana Ricardo (فیلمنامه‌نویس)؛ ترزا مادروگا، Laura Soveral, آنا موریرا | [ ۲۷۸ ] | L      |
| D E C E M B E R | ۲۸       | سرزمین موعود                     | فوکس فیچرز / رسانه پارتیکیپنت / Imagination Abu Dhabi                                   | گاس ون سنت (کارگردان)؛ مت دیمون، جان کرازینسکی (فیلمنامه‌نویس)؛ مت دیمون، جان کرازینسکی، رزمری دویت، فرانسیس مک‌دورمند | [ ۲۷۹ ] | L      |

## مرگ‌های مطرح
| ماه     | تاریخ | نام                            | Age | ملیت                  | شغل                                  | فیلم‌های مطرح                                                                  |
| ژانویه  | ۱     | باب اندرسون (شمشیرباز)         | ۸۹  | انگلیسی               | بدل‌کار، طراح رقص                     | جنگ ستارگان ارباب حلقه‌ها عروس شاهزاده نقاب زورو کوه‌نشین                       |
| ژانویه  | ۲     | سیلوانا گایاردو                | ۵۸  | آمریکایی              | بازیگر                               | Windwalker آرزوی مرگ ۲                                                        |
| ژانویه  | ۳     | Joaquín Martínez               | ۸۱  | مکزیکی-آمریکایی       | بازیگر                               | جرمایا جانسون خانه پوشالی                                                     |
| ژانویه  | ۳     | Jenny Tomasin                  | ۷۳  | انگلیسی               | بازیگر                               | The Adventures of Barry McKenzie                                              |
| ژانویه  | ۴     | هری فولر                       | ۸۵  | انگلیسی               | بازیگر                               | Went the Day Well? Hue and Cry                                                |
| ژانویه  | ۵     | فدریکا ساگور ماس               | ۱۱۱ | آمریکایی              | فیلمنامه‌نویس                         | عصر پلاستیک Dance Madness                                                     |
| ژانویه  | ۹     | Mae Laborde                    | ۱۰۲ | آمریکایی              | بازیگر                               | پاین‌اپل اکسپرس کودک دل‌شکسته                                                   |
| ژانویه  | ۱۰    | Lila Kaye                      | ۸۲  | انگلیسی               | بازیگر                               | گرگ‌نمای آمریکایی در لندن راهبه‌ها در فرار                                      |
| ژانویه  | ۱۱    | Richard Bruno                  | ۸۷  | آمریکایی              | طراح لباس                            | بچه کاراته‌کار محله چینی‌ها                                                     |
| ژانویه  | ۱۱    | David Whitaker                 | ۸۱  | انگلیسی               | آهنگساز                              | Hammerhead Run Wild, Run Free                                                 |
| ژانویه  | ۱۳    | Morgan Jones                   | ۸۳  | آمریکایی              | بازیگر                               | Not of This Earth Apache Woman                                                |
| ژانویه  | ۱۴    | میلا پارلی                     | ۹۴  | فرانسوی               | بازیگر                               | قاعده بازی دیو و دلبر                                                         |
| ژانویه  | ۲۰    | Marion Mathie                  | ۷۳  | انگلیسی               | بازیگر                               | دراکولا از گور برخاسته‌است لولیتا                                              |
| ژانویه  | ۲۱    | ایکو ایشیوکا                   | ۷۳  | ژاپنی                 | طراح لباس                            | دراکولای برام استوکر فناناپذیران                                              |
| ژانویه  | ۲۴    | تئو آنگلوپولوس                 | ۷۶  | یونانی                | کارگردان، نویسنده                    | ابدیت و یک روز نگاه خیره اولیس                                                |
| ژانویه  | ۲۴    | جیمز فارنتینو                  | ۸۲  | آمریکایی              | بازیگر                               | Bulletproof آخرین شمارش معکوس (فیلم)                                          |
| ژانویه  | ۲۶    | ایان آبرکرومبی                 | ۷۷  | انگلیسی-آمریکایی      | بازیگر                               | فرانکنشتاین جوان جهان گمشده: پارک ژوراسیک                                     |
| ژانویه  | ۲۶    | Dimitra Arliss                 | ۷۹  | آمریکایی              | بازیگر                               | نیش آن‌سوی نیمه‌شب                                                              |
| ژانویه  | ۲۹    | جان ریچ (کارگردان)             | ۸۶  | آمریکایی              | کارگردان                             | بوئینگ بوئینگ بادآورده را باد می‌برد                                           |
| ژانویه  | ۳۰    | Frederick Treves               | ۸۶  | انگلیسی               | بازیگر                               | Defence of the Realm Sweeney ۲                                                |
| فوریه   | ۱     | Don Cornelius                  | ۷۵  | آمریکایی              | بازیگر                               | Cleopatra Jones No Way Back                                                   |
| فوریه   | ۳     | بن گازارا                      | ۸۱  | آمریکایی              | بازیگر                               | تشریح یک قتل بار کنار جاده                                                    |
| فوریه   | ۳     | زالمن کینگ                     | ۶۹  | آمریکایی              | بازیگر، کارگردان، فیلمنامه‌نویس       | اتصال دو ماه Galaxy of Terror                                                 |
| فوریه   | ۴     | Andrew Wight                   | ۵۱  | استرالیایی            | فیلمنامه‌نویس، تهیه‌کننده              | خلوتگاه اشباح غوطه‌ور                                                          |
| فوریه   | ۵     | سام کوپولا                     | ۷۹  | آمریکایی              | بازیگر                               | سرپیکو تب شب یکشنبه                                                           |
| فوریه   | ۵     | بیل هینزمن                     | ۷۵  | آمریکایی              | بازیگر، کارگردان                     | شب مردگان زنده Legion of the Night                                            |
| فوریه   | ۶     | پیتر برک                       | ۸۲  | آمریکایی              | بازیگر                               | دالان شوک Benji                                                               |
| فوریه   | ۸     | فیل برونس                      | ۸۰  | آمریکایی              | بازیگر                               | فلش‌دنس هری و تونتو                                                            |
| فوریه   | ۸     | Laurie Main                    | ۸۹  | استرالیایی-آمریکایی   | بازیگر                               | Freaky Friday Winnie the Pooh and a Day for Eeyore                            |
| فوریه   | ۱۱    | ویتنی هیوستون                  | ۴۸  | آمریکایی              | بازیگر، خواننده، تهیه‌کننده           | بادیگارد Waiting to Exhale                                                    |
| فوریه   | ۱۲    | زنا بتهون                      | ۶۶  | آمریکایی              | بازیگر، طراح رقص                     | طلوع در کمپوبلو چه کسی در اتاقم را می‌زند                                      |
| فوریه   | ۱۲    | دیوید کلی (بازیگر)             | ۸۲  | ایرلندی               | بازیگر                               | چارلی و کارخانه شکلات‌سازی گرد ستاره                                           |
| فوریه   | ۱۳    | Russell Arms                   | ۹۲  | آمریکایی              | بازیگر، خواننده                      | The Man Who Came to Dinner Captains of the Clouds                             |
| فوریه   | ۱۶    | الیس ناکس                      | ۹۴  | آمریکایی              | بازیگر                               | The Mummy's Tomb Joe Palooka                                                  |
| فوریه   | ۱۶    | دیک آنتونی ویلیامز             | ۷۷  | آمریکایی              | بازیگر                               | بعدازظهر سگی ادوارد دست‌قیچی                                                   |
| فوریه   | ۱۸    | Peter Halliday                 | ۸۷  | انگلیسی               | بازیگر                               | The Swordsman Madhouse                                                        |
| فوریه   | ۱۸    | ریک ویت                        | ۷۸  | آمریکایی              | سینماگر                              | سپیده‌دم سرخ Footloose                                                         |
| فوریه   | ۲۰    | Sullivan Walker                | ۶۸  | ترینیدادیانی-آمریکایی | بازیگر                               | شرکت داندی کروکودیل                                                           |
| فوریه   | ۲۱    | Gladys O'Connor                | ۱۰۸ | انگلیسی-کانادایی      | بازیگر                               | دانشکده پلیس ۳ Billy Madison                                                  |
| فوریه   | ۲۳    | بروس سرتیس                     | ۷۴  | آمریکایی              | سینماگر                              | هری کثیف پلیس بورلی هیلز                                                      |
| فوریه   | ۲۵    | ارلاند یوسفسن                  | ۸۸  | سوئدی                 | بازیگر                               | فنی و الکساندر نگاه خیره اولیس                                                |
| فوریه   | ۲۶    | Ed Brigadier                   | ۶۲  | آمریکایی              | بازیگر                               | Anderson's Cross باشگاه کتاب جین آستن                                         |
| فوریه   | ۲۶    | Richard Carpenter              | ۸۲  | انگلیسی               | بازیگر، فیلمنامه‌نویس                 | The Terrornauts Mystery Submarine                                             |
| فوریه   | ۲۹    | Dennis Chinnery                | ۸۴  | انگلیسی               | بازیگر                               | The Plague of the Zombies چشم گاو                                             |
| فوریه   | ۲۹    | دیوی جونز (موسیقی‌دان)          | ۶۶  | انگلیسی               | بازیگر، خواننده                      | The Brady Bunch Movie سر                                                      |
| مارس    | ۱     | Phillip R. Allen               | ۷۲  | آمریکایی              | بازیگر                               | Mommie Dearest The Onion Field                                                |
| مارس    | ۱     | Jerome Courtland               | ۸۵  | آمریکایی              | بازیگر، تهیه‌کننده                    | The Man from Colorado میدان جنگ                                               |
| مارس    | ۲     | Don Marion                     | ۹۴  | آمریکایی              | بازیگر                               | The Star Boarder Children of Divorce                                          |
| مارس    | ۳     | لئوناردو چیمینو                | ۹۴  | آمریکایی              | بازیگر                               | تل‌ماسه ماه‌زده                                                                 |
| مارس    | ۳     | Ralph McQuarrie                | ۸۲  | آمریکایی              | طراح، تصویرگر                        | جنگ ستارگان مهاجمان صندوق گمشده                                               |
| مارس    | ۴     | جون تیلور                      | ۸۲  | آمریکایی              | بازیگر                               | ۲۰ میلیون مایل تا زمین War Paint                                              |
| مارس    | ۵     | Philip Madoc                   | ۷۷  | ولزی-انگلیسی          | بازیگر                               | دکتر جکیل و خواهر هاید قایق‌های جهنمی                                          |
| مارس    | ۶     | رابرت بی. شرمن                 | ۸۶  | آمریکایی              | ترانه‌نویس                            | مری پاپینز چیتی‌چیتی بنگ‌بنگ کتاب جنگل ماجراهای بسیار وینی پو گربه‌های اشرافی    |
| مارس    | ۹     | Dennis Bowen                   | ۶۱  | آمریکایی              | بازیگر                               | Restraining Order خدانگهدار عشق                                               |
| مارس    | ۹     | Terry Teene                    | ۷۰  | آمریکایی              | بازیگر، خواننده                      | گاو خشمگین Die Laughing                                                       |
| مارس    | ۱۰    | ژان ژیرو                       | ۷۳  | فرانسوی               | طراح، تصویرگر                        | بیگانه ترون                                                                   |
| مارس    | ۱۱    | Faith Brook                    | ۹۰  | انگلیسی               | بازیگر                               | کتاب جنگل Wicked As They Come                                                 |
| مارس    | ۱۹    | اولو گروسبارد                  | ۸۳  | بلژیکی-آمریکایی       | کارگردان، تهیه‌کننده                  | موضوع شاخه‌های گل رز بود عاشق شدن                                              |
| مارس    | ۲۱    | رابرت فوست                     | ۸۴  | انگلیسی               | کارگردان، فیلمنامه‌نویس               | Just Like a Woman بلندی‌های بادگیر                                             |
| مارس    | ۲۱    | تونینو گوئرا                   | ۹۲  | ایتالیایی             | فیلمنامه‌نویس                         | آگراندیسمان نقطه زابریسکی                                                     |
| مارس    | ۲۵    | Hal E. Chester                 | ۹۱  | آمریکایی              | بازیگر، تهیه‌کننده. فیلمنامه‌نویس      | The Beast from 20،000 Fathoms Night of the Demon                              |
| مارس    | ۲۵    | Bill Weston                    | ۷۰  | انگلیسی               | بدل‌کار، بازیگر                       | بتمن تایتانیک                                                                 |
| مارس    | ۲۷    | وارن استیونز                   | ۹۲  | آمریکایی              | بازیگر                               | سیاره ممنوعه کنتس پابرهنه                                                     |
| مارس    | ۲۷    | Garry Walberg                  | ۹۰  | آمریکایی              | بازیگر                               | Two-Minute Warning کینگ کونگ                                                  |
| مارس    | ۲۸    | نیل تراویز                     | ۷۳  | آمریکایی              | ویرایشگر فیلم                        | رقصنده با گرگ‌ها بازی پاتریوت                                                  |
| مارس    | ۲۹    | لوک اسکیو                      | ۸۰  | آمریکایی              | بازیگر                               | ایزی رایدر لوک خوش‌دست                                                         |
| آوریل   | ۱     | Jamaa Fanaka                   | ۶۹  | آمریکایی              | کارگردان، فیلمنامه‌نویس، تهیه‌کننده    | Penitentiary Penitentiary II                                                  |
| آوریل   | ۲     | Jimmy Little                   | ۷۵  | استرالیایی            | بازیگر، خواننده                      | Until the End of the World Shadow of the Boomerang                            |
| آوریل   | ۳     | Nicholas King                  | ۷۹  | آمریکایی              | بازیگر                               | تابستان گرم و طولانی شیرهای جوان                                              |
| آوریل   | ۸     | Rikiya Yasuoka                 | ۶۴  | ژاپنی                 | بازیگر                               | باران سیاه The Toxic Avenger Part II                                          |
| آوریل   | ۹     | Carol Adams                    | ۹۴  | آمریکایی              | بازیگر                               | Sis Hopkins Ridin' on a Rainbow                                               |
| آوریل   | ۹     | Barry Cahill                   | ۹۰  | کانادایی-آمریکایی     | بازیگر                               | اتومبیل‌دزدی بزرگ ...tick...tick...tick...                                     |
| آوریل   | ۱۰    | Grant Tilly                    | ۷۴  | استرالیایی            | بازیگر                               | ۳۰ روز شب Nate and Hayes                                                      |
| آوریل   | ۱۱    | Rainer Penkert                 | ۹۰  | آلمانی                | بازیگر                               | طولانی‌ترین روز ببر کاغذی                                                      |
| آوریل   | ۱۳    | Marilyn Lovell Matz            | ۸۱  | آمریکایی              | بازیگر، خواننده                      | ارواح میسیسیپی Scream Blacula Scream                                          |
| آوریل   | ۱۴    | ویلیام فینلی (هنرپیشه)         | ۷۱  | آمریکایی              | بازیگر                               | کوکب سیاه Double Negative                                                     |
| آوریل   | ۱۴    | جاناتان فرید                   | ۸۷  | کانادایی              | بازیگر                               | House of Dark Shadows تشنج                                                    |
| آوریل   | ۱۴    | Martin Poll                    | ۸۹  | آمریکایی              | تهیه‌کننده                            | شاهین‌های شب عشق و مرگ                                                         |
| آوریل   | ۱۵    | پال بوگارت                     | ۹۲  | آمریکایی              | کارگردان، تهیه‌کننده                  | مارلو Class of '44                                                            |
| آوریل   | ۱۵    | موری رز                        | ۷۳  | انگلیسی-استرالیایی    | بازیگر                               | Ice Station Zebra Ride the Wild Surf                                          |
| آوریل   | ۱۸    | دیک کلرک                       | ۸۲  | آمریکایی              | بازیگر، تهیه‌کننده                    | The Young Doctors Because They're Young                                       |
| آوریل   | ۱۸    | Robert O. Ragland              | ۸۰  | آمریکایی              | آهنگساز                              | Abby Project Kill                                                             |
| آوریل   | ۱۹    | لیون هلم                       | ۷۱  | آمریکایی              | بازیگر، خواننده                      | دختر معدنچی زغال‌سنگ مردان واقعی                                               |
| آوریل   | ۲۰    | پیتر کارستن                    | ۸۳  | آلمانی                | بازیگر                               | خاطرات کوئیلر The Vengeance of Fu Manchu                                      |
| آوریل   | ۲۵    | پال ال اسمیت                   | ۷۵  | آمریکایی              | بازیگر                               | پاپای سونیای سرخ (فیلم) '                                                     |
| آوریل   | ۲۶    | Margie Stewart                 | ۹۲  | آمریکایی              | بازیگر                               | Wonder Man Music in Manhattan                                                 |
| آوریل   | ۲۸    | Walter Mathews                 | ۸۵  | آمریکایی              | بازیگر                               | شاهین‌های شب The Lawyer                                                        |
| آوریل   | ۲۸    | پاتریشا مدینا                  | ۹۲  | انگلیسی               | بازیگر                               | آقای آرکادین Abbott and Costello in the Foreign Legion                        |
| آوریل   | ۲۹    | جوئل گولداسمیت                 | ۵۴  | آمریکایی              | آهنگساز                              | پیشتازان فضا: اولین برخورد Shiloh                                             |
| آوریل   | ۳۰    | جورج مرداک (هنرپیشه)           | ۸۱  | آمریکایی              | بازیگر                               | پرونده‌های مجهول The آمریکایی President                                        |
| مه      | ۱     | Charles Pitts                  | ۶۵  | آمریکایی              | بازیگر                               | مردان سول ناله مار سیاه                                                       |
| مه      | ۲     | Charlotte Mitchell             | ۸۵  | انگلیسی               | بازیگر                               | The Romantic Age The Happiest Days of Your Life                               |
| مه      | ۲     | Tracy Reed                     | ۶۹  | انگلیسی               | بازیگر                               | کازینو رویال Hammerhead                                                       |
| مه      | ۲     | Digby Wolfe                    | ۸۲  | انگلیسی-آمریکایی      | بازیگر                               | کتاب جنگل ترس صحنه                                                            |
| مه      | ۳     | Silvia Laidla                  | ۸۴  | استونیایی             | بازیگر                               | Kevade Don Juan Tallinnas                                                     |
| مه      | ۴     | Mort Lindsey                   | ۸۹  | آمریکایی              | آهنگساز                              | I Could Go On Singing قفس پرنده                                               |
| مه      | ۶     | جیمز آیزاک                     | ۵۱  | آمریکایی              | کارگردان، تهیه‌کننده، Special Effects | جیسون ایکس Skinwalkers                                                        |
| مه      | ۶     | جورج لیندزی                    | ۸۳  | آمریکایی              | بازیگر                               | Ensign Pulver گلوله برفی                                                      |
| مه      | ۸     | موریس سنداک                    | ۸۳  | آمریکایی              | تهیه‌کننده، طراح تولید                | جایی که موجودات وحشی هستند Nutcracker: The Motion Picture                     |
| مه      | ۹     | ویدال ساسون                    | ۸۴  | انگلیسی-آمریکایی      | آرایشگر                              | بچه رزماری Be My Guest                                                        |
| مه      | ۱۰    | جویس ردمن                      | ۹۳  | انگلیسی-ایرلندی       | بازیگر                               | اتلو تام جونز                                                                 |
| مه      | ۱۱    | Roland Shaw                    | ۹۱  | انگلیسی               | آهنگساز، تنظیم کننده                 | Song of Norway Konga                                                          |
| مه      | ۱۲    | Ruth Foster                    | ۹۲  | آمریکایی              | ویرایشگر فیلم، بازیگر                | Cyborg 2087 The Object of Beauty                                              |
| مه      | ۱۳    | دونالد دان                     | ۷۰  | آمریکایی              | بازیگر، آهنگساز                      | برادران بلوز خون‌آشامان                                                        |
| مه      | ۱۵    | Henry Denker                   | ۹۹  | آمریکایی              | فیلمنامه‌نویس                         | Time Limit مرد چنگکی                                                          |
| مه      | ۱۸    | Paul O'Sullivan                | ۶۸  | کانادایی              | بازیگر                               | It Takes Two ارواح والا                                                       |
| مه      | ۱۸    | Richard Rabago                 | ۶۸  | آمریکایی              | بازیگر                               | دانه‌های شن مشکل بزرگ در چین کوچک                                              |
| مه      | ۲۲    | جانت کرول                      | ۷۱  | آمریکایی              | بازیگر                               | تجارت پرمخاطره کسب‌وکار خانوادگی                                               |
| مه      | ۲۴    | لی ریچ                         | ۹۳  | آمریکایی              | تهیه‌کننده                            | مسافر ۵۷ امتیاز                                                               |
| مه      | ۲۷    | Dee Caruso                     | ۸۳  | آمریکایی              | فیلمنامه‌نویس                         | Which Way to the Front? The World's Greatest Athlete                          |
| مه      | ۲۸    | Matthew Yuricich               | ۸۹  | آمریکایی              | Special Effects Artist               | سرزمین رؤیاها جان‌سخت                                                          |
| مه      | ۳۱    | کریستوفر چالیس                 | ۹۱  | انگلیسی               | سینماگر                              | چیتی‌چیتی بنگ‌بنگ زندگی خصوصی شرلوک هولمز                                       |
| ژوئن    | ۲     | ریچارد داوسون                  | ۷۹  | انگلیسی-آمریکایی      | بازیگر                               | مرد فراری King Rat                                                            |
| ژوئن    | ۲     | کاترین جوستن                   | ۷۲  | آمریکایی              | بازیگر                               | بسته بهترین مردان                                                             |
| ژوئن    | ۲     | Marco Onorato                  | ۵۹  | ایتالیایی             | سینماگر                              | گومورا واقعیت                                                                 |
| ژوئن    | ۴     | Stan Jolley                    | ۸۶  | آمریکایی              | کارگردان هنری، طراح تولید            | شاهد سوپرمن                                                                   |
| ژوئن    | ۵     | کارولین جان                    | ۷۱  | انگلیسی               | بازیگر                               | Santa Claus: The Movie در واقع عشق                                            |
| ژوئن    | ۵     | ری بردبری                      | ۹۰  | آمریکایی              | نویسنده                              | موبی دیک It Came from Outer Space                                             |
| ژوئن    | ۷     | J. Michael Riva                | ۶۳  | آمریکایی              | طراح تولید                           | اسلحه مرگبار چند مرد خوب                                                      |
| ژوئن    | ۸     | فرانک کدی                      | ۹۶  | آمریکایی              | بازیگر                               | پنجره عقبی When Worlds Collide                                                |
| ژوئن    | ۱۱    | ان رادرفورد                    | ۹۴  | آمریکایی              | بازیگر                               | بربادرفته سرود کریسمس                                                         |
| ژوئن    | ۱۴    | ایوت ویلسون                    | ۴۸  | آمریکایی              | بازیگر                               | جمعه Don't Be a Menace to South Central While Drinking Your Juice in the Hood |
| ژوئن    | ۱۶    | جوزپه برتولوچی                 | ۶۵  | ایتالیایی             | کارگردان، فیلمنامه‌نویس               | Berlinguer, I Love You ۱۹۰۰                                                   |
| ژوئن    | ۱۶    | سوزان تایرل                    | ۶۷  | آمریکایی              | بازیگر                               | گریان Fat City                                                                |
| ژوئن    | ۱۷    | George Leech                   | ۹۰  | انگلیسی               | بازیگر، بدل‌کار                       | جیمز باند                                                                     |
| ژوئن    | ۱۸    | Victor Spinetti                | ۸۲  | ولزی                  | بازیگر                               | شب‌زنده‌داری با بزن و بکوب بازگشت پلنگ صورتی                                    |
| ژوئن    | ۱۹    | ریچارد لینچ                    | ۷۲  | آمریکایی              | بازیگر                               | هالووین تهاجم آمریکایی                                                        |
| ژوئن    | ۲۶    | نورا افرون                     | ۷۱  | آمریکایی              | کارگردان، فیلمنامه‌نویس، تهیه‌کننده    | بی‌خواب در سیاتل وقتی هری سالی را دید… ایمیل داری افسونگر جولی و جولیا         |
| ژوئن    | ۲۷    | دن گریدی                       | ۶۸  | آمریکایی              | بازیگر، آهنگساز                      | Ma Barker's Killer Brood Cash McCall                                          |
| ژوئن    | ۲۷    | Bruce Guerin                   | ۹۳  | آمریکایی              | بازیگر                               | وحی عافیت‌طلبان                                                                |
| ژوئن    | ۲۸    | پل استاسینو                    | ۸۱  | قبرس                  | بازیگر                               | گلوله آتشین خروج                                                              |
| ژوئن    | ۳۰    | David Webb                     | ۸۱  | انگلیسی               | بازیگر                               | Witchfinder General                                                           |
| ژوئیه   | ۲     | Ben Davidson                   | ۷۲  | آمریکایی              | بازیگر                               | کونان بربر Necessary Roughness                                                |
| ژوئیه   | ۳     | اندی گریفیت                    | ۸۶  | آمریکایی              | بازیگر                               | A Face in the Crowd No Time for Sergeants                                     |
| ژوئیه   | ۴     | اریک سایکس                     | ۸۹  | انگلیسی               | بازیگر                               | هری پاتر و جام آتش دیگران                                                     |
| ژوئیه   | ۸     | ارنست بورگناین                 | ۹۵  | آمریکایی              | بازیگر                               | مارتی از اینجا تا ابدیت                                                       |
| ژوئیه   | ۱۳    | Wayne Massarelli               | ۶۲  | آمریکایی              | گریمور                               | هموطنان آمریکایی من The Muppets Take Manhattan                                |
| ژوئیه   | ۱۳    | سیج استالونه                   | ۳۶  | آمریکایی              | بازیگر، کارگردان، تهیه‌کننده          | راکی ۵ روشنی روز                                                              |
| ژوئیه   | ۱۳    | جینی تایلر                     | ۸۶  | آمریکایی              | بازیگر، خواننده                      | Son of Flubber شمشیر در سنگ                                                   |
| ژوئیه   | ۱۳    | ریچارد دی زانوک                | ۷۷  | آمریکایی              | تهیه‌کننده                            | آرواره‌ها چارلی و کارخانه شکلات‌سازی                                            |
| ژوئیه   | ۱۴    | Avis Hope Eckelberry           | ۵۶  | آمریکایی              | ویرایشگر فیلم                        | عصر حجری‌ها تجدید دیدار دبیرستانی رومی و میشل                                  |
| ژوئیه   | ۱۴    | Michael Turner                 | ۹۰  | آفریقای جنوبی         | بازیگر                               | آزادی را فریاد کن                                                             |
| ژوئیه   | ۱۵    | سلست هولم                      | ۹۵  | آمریکایی              | بازیگر                               | همه‌چیز درباره ایو قرارداد شرافتمندانه                                         |
| ژوئیه   | ۱۶    | ویلیام اشر                     | ۹۰  | آمریکایی              | تهیه‌کننده                            | ماسل بیچ پارتی پتوی ساحل بینکو                                                |
| ژوئیه   | ۱۶    | مارتین کنزی                    | ۵۶  | انگلیسی               | فیلم‌بردار                            | جنگ ستارگان ایندیانا جونز و آخرین جنگ صلیبی                                   |
| ژوئیه   | ۱۷    | مورگان پاول                    | ۶۷  | آمریکایی              | بازیگر                               | بلید رانر پاتن                                                                |
| ژوئیه   | ۱۸    | راجش خانا                      | ۶۹  | هندی                  | بازیگر                               | سعادت عشق جاویدان                                                             |
| ژوئیه   | ۱۹    | Tom Davis                      | ۵۹  | آمریکایی              | بازیگر                               | Coneheads تکامل                                                               |
| ژوئیه   | ۲۰    | Tony Epper                     | ۷۳  | آمریکایی              | بدل‌کار، بازیگر                       | دیک تریسی راهی برای فرار نیست                                                 |
| ژوئیه   | ۲۰    | سایمون وارد                    | ۷۰  | انگلیسی               | بازیگر                               | سه تفنگدار وینستون جوان                                                       |
| ژوئیه   | ۲۱    | Angharad Rees                  | ۶۳  | ولزی                  | بازیگر                               | Hands of the Ripper To Catch a Spy                                            |
| ژوئیه   | ۲۲    | فرن پرسونز                     | ۱۰۱ | آمریکایی              | بازیگر                               | تجارت پرمخاطره Class                                                          |
| ژوئیه   | ۲۲    | فرانک پیرسون                   | ۸۷  | آمریکایی              | کارگردان، فیلمنامه‌نویس               | ستاره‌ای متولد شده‌است بعدازظهر سگی                                             |
| ژوئیه   | ۲۴    | چاد اورت                       | ۷۶  | آمریکایی              | بازیگر                               | Made in Paris Airplane II: The Sequel                                         |
| ژوئیه   | ۲۴    | شرمان همسلی                    | ۷۴  | آمریکایی              | بازیگر                               | Love at First Bite Mr. Nanny                                                  |
| ژوئیه   | ۲۶    | لوپه اونتیوروس                 | ۶۹  | آمریکایی              | بازیگر                               | گونیز سلنا                                                                    |
| ژوئیه   | ۲۶    | ماری تام                       | ۶۲  | انگلیسی               | بازیگر                               | پرونده اودسا The Likely Lads                                                  |
| ژوئیه   | ۲۷    | نورمن آلدن                     | ۸۷  | آمریکایی              | بازیگر                               | بازگشت به آینده تبدیل‌شوندگان: فیلم                                            |
| ژوئیه   | ۲۷    | آر.جی. آرمسترانگ               | ۹۵  | آمریکایی              | بازیگر                               | ال دورادو بر دشت مرتفع بتاز                                                   |
| ژوئیه   | ۲۷    | جفری هیوز                      | ۶۸  | انگلیسی               | بازیگر                               | The Bofors Gun Till Death Us Do Part                                          |
| ژوئیه   | ۲۷    | تونی مارتین (خواننده آمریکایی) | ۹۸  | آمریکایی              | بازیگر، خواننده                      | Hit the Deck The Big Store                                                    |
| ژوئیه   | ۲۹    | جان پی. فینگان                 | ۸۶  | آمریکایی              | بازیگر                               | جی‌اف‌کی استعداد ذاتی                                                           |
| ژوئیه   | ۳۰    | جاناتان هاردی                  | ۷۱  | نیوزلندی              | بازیگر، کارگردان                     | Backstage مولن روژ!                                                           |
| ژوئیه   | ۳۱    | گور ویدال                      | ۸۶  | آمریکایی              | بازیگر، فیلمنامه‌نویس                 | بهترین مرد گاتاکا                                                             |
| اوت     | ۶     | ماروین هملیش                   | ۶۸  | آمریکایی              | آهنگساز                              | آنطور که بودیم انتخاب سوفی                                                    |
| اوت     | ۸     | سانچو گراسیا                   | ۷۵  | اسپانیایی             | بازیگر                               | آنتونیوس و کلئوپاترا آوای وحش                                                 |
| اوت     | ۹     | ال فریمن جونیور                | ۷۸  | آمریکایی              | بازیگر                               | Finian's Rainbow مالکوم ایکس                                                  |
| اوت     | ۹     | مل استوارت                     | ۸۳  | آمریکایی              | کارگردان، تهیه‌کننده                  | ویلی وانکا و کارخانه شکلات‌سازی If It's Tuesday, This Must Be Belgium          |
| اوت     | ۱۰    | Irving Fein                    | ۱۰۱ | آمریکایی              | تهیه‌کننده                            | 18 Again! Oh, God! You Devil                                                  |
| اوت     | ۱۰    | کارلو رامبالدی                 | ۸۶  | ایتالیایی             | Special Effects Artist               | ئی.تی. موجود فرازمینی Nightwing                                               |
| اوت     | ۱۱    | Bill Rafferty                  | ۶۸  | آمریکایی              | بازیگر                               | Above the Rim شهر دیوانه                                                      |
| اوت     | ۱۳    | جوآن رابرتس                    | ۹۴  | آمریکایی              | بازیگر                               | The Model and the Marriage Broker Lovely to Look At                           |
| اوت     | ۱۴    | ران پالیلو                     | ۶۳  | آمریکایی              | بازیگر                               | اسکیت‌تاون، ایالات متحده Surf II                                               |
| اوت     | ۱۴    | فیلیس ثکستر                    | ۹۲  | آمریکایی              | بازیگر                               | سوپرمن سی ثانیه بر فراز توکیو                                                 |
| اوت     | ۱۵    | بیف الیوت                      | ۸۹  | آمریکایی              | بازیگر                               | I, the Jury House of Bamboo                                                   |
| اوت     | ۱۶    | ویلیام ویندام                  | ۸۸  | آمریکایی              | بازیگر                               | کشتن مرغ مقلد کارآگاه                                                         |
| اوت     | ۱۸    | جورج باورز (فیلم‌ساز)           | ۶۸  | آمریکایی              | کارگردان، Editor                     | Welcome Home Roscoe Jenkins رول بانس                                          |
| اوت     | ۱۹    | تونی اسکات                     | ۶۸  | انگلیسی               | کارگردان، تهیه‌کننده                  | تاپ گان توقف‌ناپذیر                                                            |
| اوت     | ۲۰    | فیلیس دیلر                     | ۹۵  | آمریکایی              | بازیگر، کمدین، صدا پیشه              | Boy, Did I Get a Wrong Number! زندگی یک حشره                                  |
| اوت     | ۲۱    | Tissa David                    | ۹۱  | آمریکایی              | پویانما ساز                          | Chicago 10 The Thief and the Cobbler                                          |
| اوت     | ۲۲    | Jeffrey Stone                  | ۸۶  | آمریکایی              | بازیگر                               | The Girl in the Kremlin Drive a Crooked Road                                  |
| اوت     | ۲۳    | جری نلسن                       | ۷۸  | آمریکایی              | عروسک‌گردان، بازیگر                   | The Muppet Movies Sesame Street Presents: Follow That Bird                    |
| اوت     | ۲۴    | استیو فرنکن                    | ۸۰  | آمریکایی              | بازیگر                               | پارتی آب‌بندهای میسوری                                                         |
| اوت     | ۲۴    | Claire Malis                   | ۶۹  | آمریکایی              | بازیگر                               | Moving Heartbreakers                                                          |
| اوت     | ۲۵    | Florencio Amarilla             | ۷۷  | پاراگوئه‌ای            | بازیگر                               | صد اسلحه پاتن                                                                 |
| اوت     | ۳۱    | Max Bygraves                   | ۸۹  | انگلیسی               | بازیگر، خواننده                      | Tom Brown's Schooldays Charley Moon                                           |
| اوت     | ۳۱    | Joe Lewis                      | ۶۸  | آمریکایی              | بازیگر، بدل‌کار                       | ماه خونین (فیلم ۱۹۹۷) Force: Five                                             |
| سپتامبر | ۱     | هل دیوید                       | ۹۱  | آمریکایی              | آهنگساز                              | افق گمشده تازه چه خبر پوسی‌کت                                                  |
| سپتامبر | ۳     | مایکل کلارک دانکن              | ۵۴  | آمریکایی              | بازیگر                               | مسیر سبز آرماگدون                                                             |
| سپتامبر | ۶     | جیک ابرتز                      | ۷۱  | کانادایی              | تهیه‌کننده                            | راه بازگشت اقیانوس                                                            |
| سپتامبر | ۶     | Frank Godwin                   | ۹۵  | انگلیسی               | تهیه‌کننده                            | Woman in a Dressing Gown Operation Bullshine                                  |
| سپتامبر | ۷     | Louise LaPlanche               | ۹۳  | آمریکایی              | بازیگر                               | گوژپشت نتردام Strike Up the Band                                              |
| سپتامبر | ۸     | Leigh Hamilton                 | ۶۲  | نیوزلندی-آمریکایی     | بازیگر                               | شعبده‌بازی (فیلم ۱۹۹۳) انتقام اجباری                                           |
| سپتامبر | ۱۰    | Vondell Darr                   | ۹۳  | آمریکایی              | بازیگر                               | The City That Never Sleeps The Pony Express                                   |
| سپتامبر | ۱۰    | لنس لگو                        | ۷۵  | آمریکایی              | بازیگر                               | خانه‌ای در مزرعه مورتال کامبت: نابودی                                          |
| سپتامبر | ۱۰    | Stanley Long                   | ۷۸  | انگلیسی               | کارگردان، فیلمنامه‌نویس، تهیه‌کننده    | The Wife Swappers Adventures of a Taxi Driver                                 |
| سپتامبر | ۱۰    | John Moffatt                   | ۸۹  | انگلیسی               | بازیگر                               | The Silent Enemy A Night to Remember                                          |
| سپتامبر | ۱۲    | Jon Finlayson                  | ۷۴  | استرالیایی            | بازیگر                               | Lonely Hearts فریادی در تاریکی                                                |
| سپتامبر | ۱۳    | Edgar Metcalfe                 | ۷۸  | انگلیسی               | بازیگر                               | فریادی در تاریکی Percy's Progress                                             |
| سپتامبر | ۱۴    | استیون دانهام                  | ۴۸  | آمریکایی              | بازیگر                               | مومیایی فعالیت فراطبیعی ۴                                                     |
| سپتامبر | ۱۴    | Winston Rekert                 | ۶۳  | کانادایی              | بازیگر                               | اگنس خدا The Blue Man                                                         |
| سپتامبر | ۱۶    | جان اینگل                      | ۸۴  | آمریکایی              | بازیگر                               | گروگان Senseless                                                              |
| سپتامبر | ۱۶    | رومن کرویتر                    | ۸۵  | کانادایی              | کارگردان، تهیه‌کننده                  | In the Labyrinth City of Gold                                                 |
| سپتامبر | ۲۱    | Michael Rye                    | ۹۴  | آمریکایی              | بازیگر                               | اسب آبی دست‌های یک غریبه                                                       |
| سپتامبر | ۲۵    | اندی ویلیامز                   | ۸۴  | آمریکایی              | بازیگر، خواننده                      | I'd Rather Be Rich Something in the Wind                                      |
| سپتامبر | ۲۶    | جانی لویس                      | ۲۸  | آمریکایی              | بازیگر                               | فراری‌ها Aliens vs. Predator: Requiem                                          |
| سپتامبر | ۲۷    | هربرت لام                      | ۹۵  | چِکی-انگلیسی           | بازیگر                               | شبح اپرا بازگشت پلنگ صورتی                                                    |
| سپتامبر | ۲۸    | مایکل اوهر                     | ۶۰  | آمریکایی              | بازیگر                               | آخرین خروجی به بروکلین C.H.U.D.                                               |
| سپتامبر | ۳۰    | ترهان بی                       | ۹۰  | اتریشی-آمریکایی       | بازیگر                               | Shadows on the Stairs The Mummy's Tomb                                        |
| اکتبر   | ۲     | Marjorie Lane                  | ۱۰۰ | آمریکایی              | بازیگر، خواننده                      | Born to Dance ترانه ۱۹۳۶ برادوی                                               |
| اکتبر   | ۷     | Larry Block                    | ۶۹  | آمریکایی              | بازیگر                               | Shamus ضربه محکم                                                              |
| اکتبر   | ۷     | هانک مونجین                    | ۸۲  | آمریکایی              | تهیه‌کننده                            | روابط خطرناک Stealing Home                                                    |
| اکتبر   | ۸     | Ken Sansom                     | ۸۵  | آمریکایی              | بازیگر                               | ماجرای تیگر Piglet's Big Movie                                                |
| اکتبر   | ۹     | هریس سوایدز                    | ۵۵  | آمریکایی              | سینماگر                              | جری فیل                                                                       |
| اکتبر   | ۱۰    | آلکس کاراس                     | ۷۷  | آمریکایی              | بازیگر                               | زین‌های شعله‌ور ویکتور ویکتوریا                                                 |
| اکتبر   | ۱۰    | Robert Litz                    | ۶۲  | آمریکایی              | فیلمنامه‌نویس                         | خانه پوشالی راپین                                                             |
| اکتبر   | ۱۰    | Leo O'Brien                    | ۴۱  | آمریکایی              | بازیگر                               | آخرین اژدها راپین                                                             |
| اکتبر   | ۱۲    | Norm Grabowski                 | ۷۹  | آمریکایی              | بازیگر                               | مسیر کاننبال Hooper                                                           |
| اکتبر   | ۱۳    | گری کالینز (هنرپیشه)           | ۷۴  | آمریکایی              | بازیگر                               | Hangar ۱۸ فرودگاه                                                             |
| اکتبر   | ۱۴    | جان کلیو                       | ۷۹  | انگلیسی               | بازیگر                               | پرتقال کوکی زیردریایی زرد                                                     |
| اکتبر   | ۱۸    | سیلویا کریستل                  | ۶۰  | هلندی                 | بازیگر                               | Private Lessons مدرسه خصوصی                                                   |
| اکتبر   | ۲۰    | Joe Melia                      | ۷۷  | انگلیسی               | بازیگر                               | Sweeney! اوه! چه جنگ دلپذیری                                                  |
| اکتبر   | ۲۲    | Carolyn Conwell                | ۸۲  | آمریکایی              | بازیگر                               | پرده پاره The Boston Strangler                                                |
| اکتبر   | ۲۲    | راسل مینز                      | ۷۲  | آمریکایی              | بازیگر                               | آخرین موهیکان پوکاهانتس Thomas and the Magic Railroad                         |
| اکتبر   | ۲۴    | پگی اهرن                       | ۹۵  | آمریکایی              | بازیگر                               | Our Gang Excuse Me                                                            |
| اکتبر   | ۲۴    | آنیتا بیورک                    | ۸۹  | سوئدی                 | بازیگر                               | خانوم جولی Night People                                                       |
| اکتبر   | ۲۶    | Mac Ahlberg                    | ۸۱  | سوئدی                 | سینماگر                              | پلیس بورلی هیلز ۳ The Brady Bunch Movie                                       |
| اکتبر   | ۲۶    | ناتینا رید                     | ۳۲  | آمریکایی              | بازیگر، خواننده                      | آن را روشن کنید (فیلم) هانی                                                   |
| اکتبر   | ۲۷    | Robert W. Castle               | ۸۱  | آمریکایی              | بازیگر                               | فیلادلفیا ریچل ازدواج می‌کند                                                   |
| اکتبر   | ۲۸    | مری اندرس                      | ۷۸  | آمریکایی              | بازیگر                               | The Dalton Girls The Time Travelers                                           |
| اکتبر   | ۲۸    | Bob Brunner                    | ۷۸  | آمریکایی              | فیلمنامه‌نویس                         | The Other Sister Exit to Eden                                                 |
| اکتبر   | ۲۹    | Bounty                         | ۵۲  | کانادایی-آمریکایی     | Ship                                 | شورش در کشتی بونتی Yellowbeard                                                |
| اکتبر   | ۳۰    | Leonard Termo                  | ۷۷  | آمریکایی              | بازیگر                               | باشگاه مبارزه علی                                                             |
| اکتبر   | ۳۱    | Brian Cobby                    | ۸۳  | انگلیسی               | بازیگر                               | اویتا قلب رازگو                                                               |
| اکتبر   | ۳۱    | Teri Shields                   | ۷۹  | آمریکایی              | بازیگر، تهیه‌کننده                    | عشق بی‌پایان Wanda Nevada                                                      |
| نوامبر  | ۵     | Olympe Bradna                  | ۹۳  | فرانسوی-آمریکایی      | بازیگر                               | Souls at Sea The Night of Nights                                              |
| نوامبر  | ۵     | Margaret Nichols               | ۸۲  | آمریکایی              | پویانما ساز                          | تار شارلوت چه کسی برای راجر رابیت پاپوش دوخت                                  |
| نوامبر  | ۶     | کلایو دان                      | ۹۲  | انگلیسی               | بازیگر، خواننده                      | ارتش بابا The Magic Christian                                                 |
| نوامبر  | ۷     | ریچارد رابینز (آهنگساز)        | ۷۱  | آمریکایی              | آهنگساز                              | هواردز اند بازمانده روز                                                       |
| نوامبر  | ۸     | لوسیل بلیس                     | ۹۶  | آمریکایی              | بازیگر                               | سیندرلا آلیس در سرزمین عجایب                                                  |
| نوامبر  | ۸     | راجر هموند (بازیگر)            | ۷۶  | انگلیسی               | بازیگر                               | سخنرانی پادشاه ون وایلدر: ظهور تاج                                            |
| نوامبر  | ۹     | Bobbi Jordan                   | ۷۵  | آمریکایی              | بازیگر                               | Mame A Guide for the Married Man                                              |
| نوامبر  | ۹     | Pat Renella                    | ۸۳  | آمریکایی              | بازیگر                               | ایکس-۱۵ Beverly Hills Brats                                                   |
| نوامبر  | ۱۳    | Ray Zone                       | ۶۵  | آمریکایی              | Film historian and artist            |                                                                               |
| نوامبر  | ۱۷    | Bonnie Lynn Fields             | ۶۸  | آمریکایی              | بازیگر                               | Bye Bye Birdie Angel in My Pocket                                             |
| نوامبر  | ۱۷    | Katherine Kath                 | ۹۲  | انگلیسی               | بازیگر                               | آناستازیا مولن روژ                                                            |
| نوامبر  | ۲۱    | Dann Cahn                      | ۸۹  | آمریکایی              | ویرایشگر فیلم                        | هشت‌ضلعی (فیلم ۱۹۸۰) Beyond the Valley of the Dolls                            |
| نوامبر  | ۲۱    | دبورا رفین                     | ۵۹  | آمریکایی              | بازیگر                               | Once Is Not Enough Death Wish ۳                                               |
| نوامبر  | ۲۲    | Mel Shaw                       | ۹۷  | آمریکایی              | پویانما ساز، فیلمنامه‌نویس            | شیرشاه دیو و دلبر                                                             |
| نوامبر  | ۲۳    | لری هگمن                       | ۸۱  | آمریکایی              | بازیگر، کارگردان                     | وضعیت رفع خطر نیکسون                                                          |
| نوامبر  | ۲۳    | John Kemeny                    | ۸۷  | مجارستانی-کانادایی    | تهیه‌کننده                            | عقاب آهنی ۲ آتلانتیک سیتی                                                     |
| نوامبر  | ۲۵    | داینا شریدن                    | ۹۲  | انگلیسی               | بازیگر                               | ژنویو بچه‌های راه‌آهن                                                           |
| نوامبر  | ۲۶    | مارتین ریچاردز (تولیدکننده)    | ۸۰  | آمریکایی              | تهیه‌کننده                            | شیکاگو دژ آپاچی، برانکس                                                       |
| نوامبر  | ۲۷    | Bob Kellett                    | ۸۴  | انگلیسی               | کارگردان، تهیه‌کننده، فیلمنامه‌نویس    | Are You Being Served? F/X2                                                    |
| نوامبر  | ۲۸    | Don Rhymer                     | ۵۱  | آمریکایی              | فیلمنامه‌نویس                         | ریو موج‌سواری                                                                  |
| نوامبر  | ۲۹    | Susan Luckey                   | ۷۴  | آمریکایی              | بازیگر                               | مرد موسیقی چرخ‌وفلک                                                            |
| نوامبر  | ۲۹    | Benjamin Tatar                 | ۸۲  | آمریکایی              | بازیگر                               | باد و شیر نبرد تانک‌ها                                                         |
| دسامبر  | ۳     | Eileen Moran                   | ۶۰  | آمریکایی              | Visual Effects                       | ارباب حلقه‌ها ظهور سیاره میمون‌ها                                               |
| دسامبر  | ۷     | Jeni Le Gon                    | ۹۶  | آمریکایی              | بازیگر                               | استخوان‌ها Bright Road                                                         |
| دسامبر  | ۷     | Rusty Mills                    | ۴۹  | آمریکایی              | پویانما ساز                          | An آمریکایی Tail Happily Ever After                                           |
| دسامبر  | ۸     | Hal Schaefer                   | ۸۷  | آمریکایی              | آهنگساز، بازیگر                      | The Money Trap هیچ شغلی مثل نمایش نیست                                        |
| دسامبر  | ۱۰    | Marla انگلیسی                  | ۷۷  | آمریکایی              | بازیگر                               | Voodoo Woman The She-Creature                                                 |
| دسامبر  | ۱۰    | Ed Grady                       | ۸۹  | آمریکایی              | بازیگر                               | دفترچه خاطرات لولیتا                                                          |
| دسامبر  | ۱۰    | پاتریشیا کندی                  | ۹۶  | استرالیایی            | بازیگر                               | The Getting of Wisdom My Brilliant Career                                     |
| دسامبر  | ۱۱    | راوی شانکار                    | ۹۲  | هندی-آمریکایی         | آهنگساز، موسیقی‌دان                   | گاندی چارلی                                                                   |
| دسامبر  | ۱۲    | Don Medford                    | ۹۵  | آمریکایی              | کارگردان                             | جشن شکار (فیلم ۱۹۷۱) سازمان                                                   |
| دسامبر  | ۱۳    | Jack Hanlon                    | ۹۶  | آمریکایی              | بازیگر                               | Our Gang ژنرال                                                                |
| دسامبر  | ۱۴    | Kenneth Kendall                | ۸۸  | هندی-انگلیسی          | بازیگر                               | ادیسه فضایی They Came from Beyond Space                                       |
| دسامبر  | ۱۶    | اکسل آندرسون                   | ۸۳  | آلمانی-پرتوریکوای     | بازیگر                               | آدم‌کش‌ها موزها                                                                 |
| دسامبر  | ۱۸    | دانی اشتاینمان                 | ۷۰  | آمریکایی              | کارگردان، فیلمنامه‌نویس               | Friday the سیزدهمین: A New Beginning Savage Streets                           |
| دسامبر  | ۲۱    | Daphne Oxenford                | ۹۳  | انگلیسی               | بازیگر                               | That'll Be the Day Frankenstein Must Be Destroyed                             |
| دسامبر  | ۲۲    | Cliff Osmond                   | ۷۵  | آمریکایی              | بازیگر                               | شیرینی ثروت احمق مرا ببوس                                                     |
| دسامبر  | ۲۴    | ریچارد رادنی بنت               | ۷۶  | انگلیسی               | آهنگساز                              | نیکلاس و الکساندرا قتل در قطار سریع‌السیر شرق                                  |
| دسامبر  | ۲۴    | چارلز دارنینگ                  | ۸۹  | آمریکایی              | بازیگر                               | نیش بعدازظهر سگی                                                              |
| دسامبر  | ۲۴    | Lee Hartman                    | ۸۲  | آمریکایی              | پویانما ساز، بازیگر                  | زیبای خفته شب مردگان زنده                                                     |
| دسامبر  | ۲۴    | جک کلاگمن                      | ۹۰  | آمریکایی              | بازیگر                               | ۱۲ مرد خشمگین روزگار شراب و گل‌های سرخ                                         |
| دسامبر  | ۲۶    | گری اندرسون                    | ۸۳  | انگلیسی               | کارگردان، تهیه‌کننده، فیلمنامه‌نویس    | Crossroads to Crime Thunderbirds Are Go                                       |
| دسامبر  | ۲۷    | هری کری جونیور                 | ۹۱  | آمریکایی              | بازیگر                               | گرملینز بازگشت به آینده قسمت ۳                                                |
| دسامبر  | ۲۸    | جان فینچ                       | ۷۰  | انگلیسی               | بازیگر                               | مرگ بر روی نیل جنون                                                           |
| دسامبر  | ۳۰    | Mike Hopkins                   | ۵۳  | نیوزلندی              | ویرایشگر صدا                         | تبدیل‌شوندگان ارباب حلقه‌ها                                                     |
| دسامبر  | ۳۰    | Gloria Pall                    | ۸۵  | آمریکایی              | بازیگر                               | Abbott and Costello Go to Mars ۲۰٬۰۰۰ فرسنگ زیر دریا                          |